# 世界金融危機 (2007年-2010年)

2009年の実質GDP成長率。茶色は景気後退の地域を表す。

世界金融危機（せかいきんゆうきき、英: Global Financial Crisis）とは、2007年9月から顕在化したサブプライム住宅ローン危機を発端としたリーマン・ショックと、それに連鎖した一連の国際的な金融危機である。これが引き金となり、グレート・リセッションがもたらされた。
2007年の時点では不動産バブルの崩壊が問題とされていたが、バブル崩壊の影響で銀行や基金が破綻をしたため金融機関が問題とされ、さらに2008年には金融システム全体の問題に対処しなければならなくなった。欧米を中心に世界各地へ連鎖的に広がり、その規模と速度は1930年代の世界恐慌を上回った。
最も深刻だった2008年第2四半期から2009年第1四半期には、世界の資本移動の90%が消滅し、富裕国の資本移動は17兆ドルから1.5兆ドルへと減少した。貿易にも影響し、世界貿易機関（WTO）が統計を集めている104カ国の全てで輸出入が減少した。2009年第2四半期の国内総生産（GDP）は、国際通貨基金（IMF）が統計を集めている60カ国のうち52カ国で縮小した。全世界の失業者は2700万人から4000万人に達したといわれる。2009年時点の銀行の損失推計はアメリカ1兆ドル、ユーロ圏8000億ドル、イギリスは6000億ドルだった。当時のイギリスのGDPはユーロ圏の23%相当でありながら、金融センターであったため損失が多額となった。

## 概要
影響

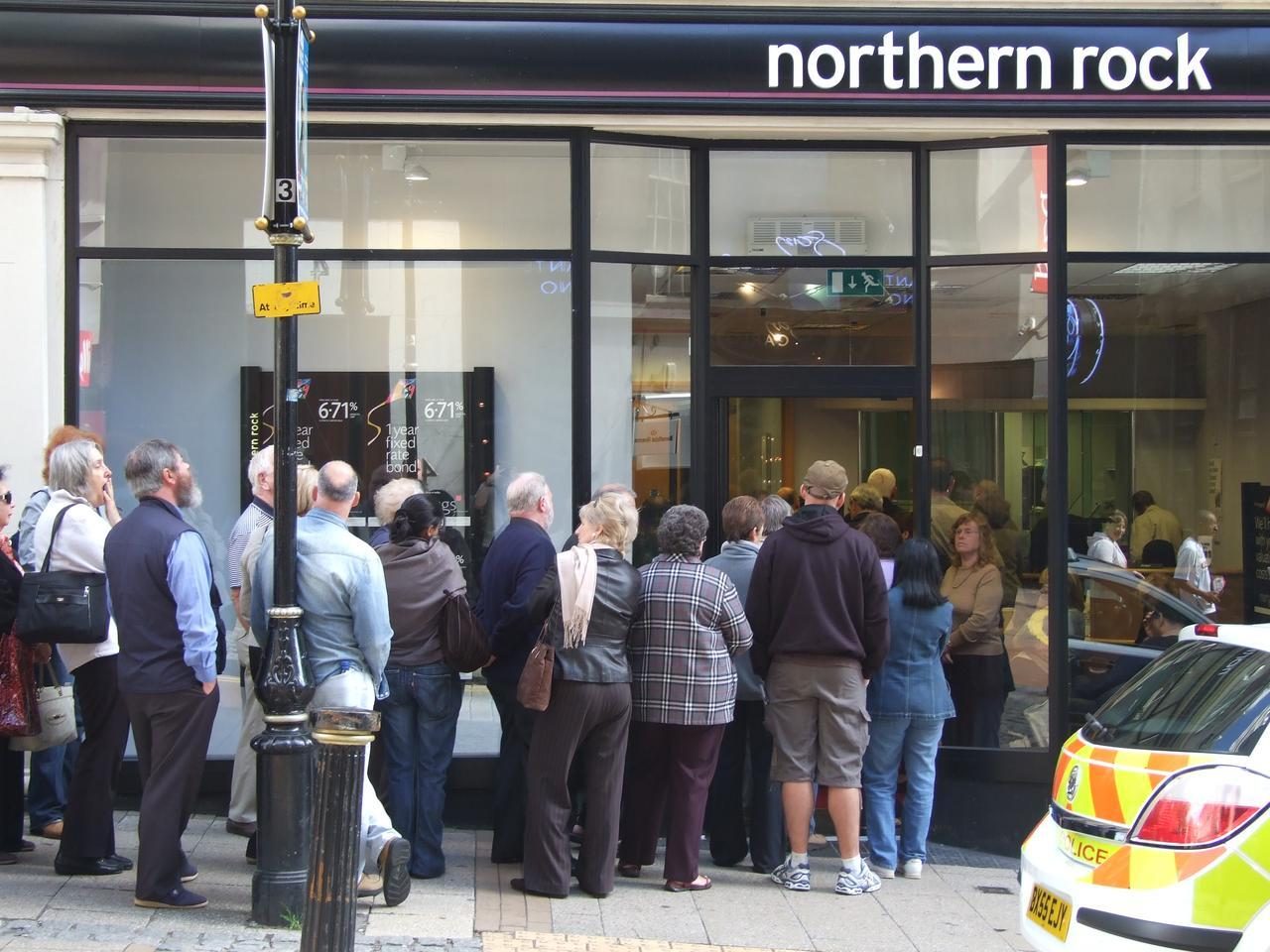
2007年9月15日、サブプライム住宅ローン危機による取り付け騒ぎ。イギリスバーミンガムのノーザン・ロック銀行の支店。

危機への対策によって2009年にはアメリカでは景気回復が起きたが、経済格差が拡大した。ヨーロッパでは金融危機後に銀行の資本増強が進まなかったため、2010年に国債がもとでユーロ危機が起きた。金融危機対策やIMF支援の条件として緊縮財政を進めた各国では、国内で経済的困窮や社会不安を招いた。世界各地で抗議活動が起き、政権交代や国際機関からの離脱、地域紛争の発端にもなった。「ウォール街を占拠せよ」と呼ばれた抗議デモは、同様の活動が900以上の都市で開催された。イギリスでは国民投票によって欧州連合離脱が決定した。ウクライナとロシアの間ではウクライナ紛争が起きた。
対策
各国は従来の枠組みを越えて協調した。G20では、それまで財務相・中央銀行総裁会議を開催していたが、さらに首脳陣の会合として2008年11月にG20サミットが始まった。中央銀行ではアメリカの連邦準備制度（FRB）を中心として通貨スワップ協定が拡充された。国際通貨基金（IMF）は2008年から求めに応じて支援を行い、さらに融資拡充をした。それまでの金融規制の不備が明らかになり、バーゼル銀行監督委員会では銀行の国際業務の規制が進められた。会計監査制度も危機の原因になったとして批判を受け、会計基準や監査基準も変更された。当時は「大きすぎて潰せない」という言葉が象徴するように大手金融機関の救済が優先されており、住宅ローンの債務者の救済が不十分だった。
原因・対策の研究
金融危機の原因や、対策の評価についての研究が続いている。危機の発生や拡大には、住宅ローンの証券化、低金利政策、シャドー・バンキング・システムなどが関わっていた。最大の原因は住宅投資の減少であり、そのもとをたどると住宅ローンに投資した人々の債務増加にいたる。特にサブプライム・ローンでは、返済能力を無視した貸付が以前から問題となっており、貸し倒れが増えたことで債務損失が増幅し、バブルが崩壊した。金融危機の当初は、経済学者や政策立案者は債務者よりも銀行の救済を優先していたが、その後の研究では家計債務（特に住宅ローン債務）を減免した方が金融危機の回避に役立ったというデータが集まっている。

## 背景

### 証券化

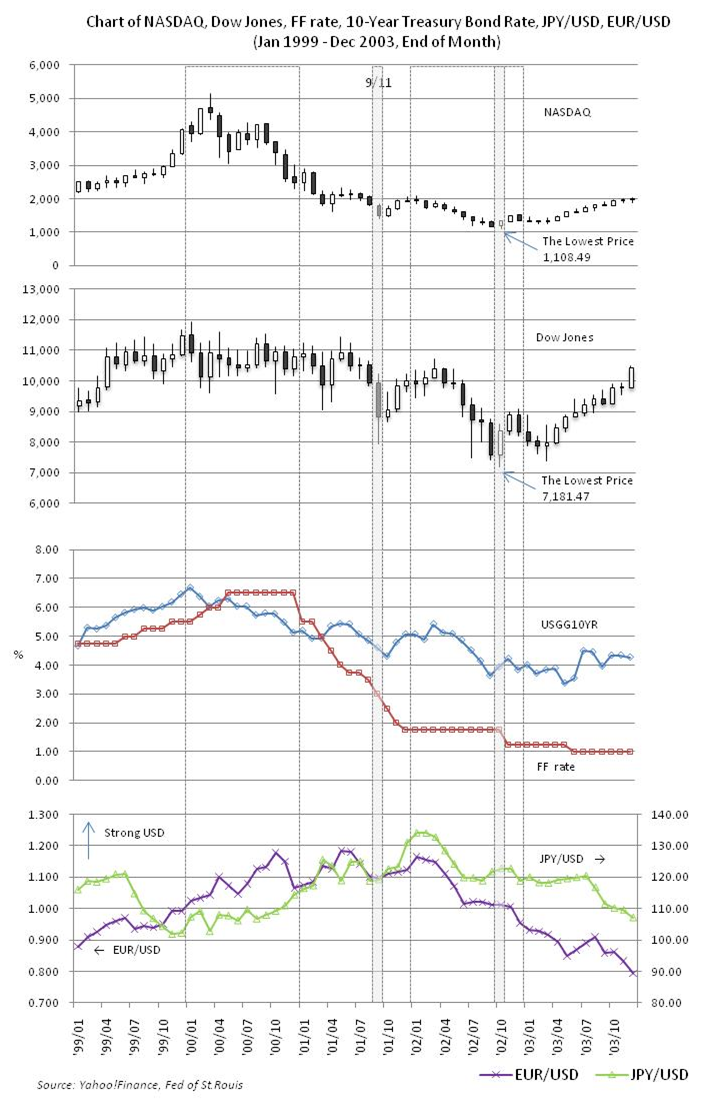
上段よりNASDAQ、ダウ平均株価 のローソク足（月足）、フェデラル・ファンド金利誘導目標（赤）、米国債10年物利回り（青）、JPY/USD（黄緑）、EUR/USD（紫）の月末値推移（1999年1月～2003年12月）

1970年代のアメリカから、住宅ローンの証券化が始まった。これは地域金融の弱点である各地域のリスクを補うために考えられ、国策会社である政府支援機関（GSE）によって進められた。地方銀行は地域のリスクから守るために住宅ローンを証券化してGSEに売った。GSEは証券化された住宅ローンを買うために、プールした住宅ローンを担保にして債券を売った。これが不動産担保証券（MBS）であり、GSEに多大な利益をもたらした。GSEの発行ではないプライベート・ラベルのMBSも1990年代に急増し、質の低いローンを証券化する方法としてトランチングが考案された。トランチングとは、住宅ローンを細分化し、リスクが異なる債券に分けてローンに対する優先順位を定める方法を指す。トランチングが繰り返されて大量のMBSが作られ、安全な証券として投資家に販売された。投資家はリスクが低いと考え、格付け機関も保証していたが、実際には質が低くリスクの高い住宅ローンから作られていた。

### 低金利政策
2000年にインターネット・バブルが崩壊し、IT・情報技術関連企業の上場が多いNASDAQ市場は暴落して、2001年第2四半期からアメリカのGDPが3四半期連続のマイナス成長となった。失業率も増加を続けてアメリカの財政赤字は拡大した。FRBは2000年末から利下げを繰り返し、ジョージ・W・ブッシュ政権は大規模な所得減税を行った。この結果、アメリカ金融史上で最も低金利の時代となったが、当時のFRB議長だったアラン・グリーンスパンは低金利政策が誤りだったと後に認めている。
エンロンが2001年に粉飾決算で破綻したのちに金融機関への規制強化が検討されたが、実施されなかった。規制が強化されなかったため、後述のシャドー・バンキングが急拡大した。

### シャドー・バンキング・システム
世界金融危機の大きな要因となった金融ビジネスは、非銀行金融仲介機関であるシャドー・バンキング・システムであった。シャドー・バンクに含まれるのは、マネー・マーケット・ファンド（MMF）、特別目的事業体（SPV）、資産担保コマーシャルペーパー（ABCP）、投資銀行等のレポ取引、ヘッジファンド、証券会社、証券化商品発行体、そして個人向けのファイナンス・カンパニーなどである。シャドー・バンクの資産額は危機以前の10年間に特に増加した。監督や規制を受ける銀行に属さないために、リスクの高い取引が拡大した。シャドー・バンクの中でもMMFは、MBSの発行や証券化に関わる重要な投資家として機関投資家が資金を供給した。
BRICSを中心とした新興国の経済発展を背景に、エネルギー需要、食料需要などの資源需要が高まり、原油価格が上昇した。産油国の利益は欧米の機関投資家へ流れ、機関投資家の資金運用がアメリカに集中した。このとき、先の低金利政策と、シャドー・バンキング・システムを通じた証券化を促進する規制緩和が相まって、サブプライムローンを中心とした信用拡張が行われた。ABCP市場は6500億ドルから1兆ドル市場に成長した。

### サブプライムローン

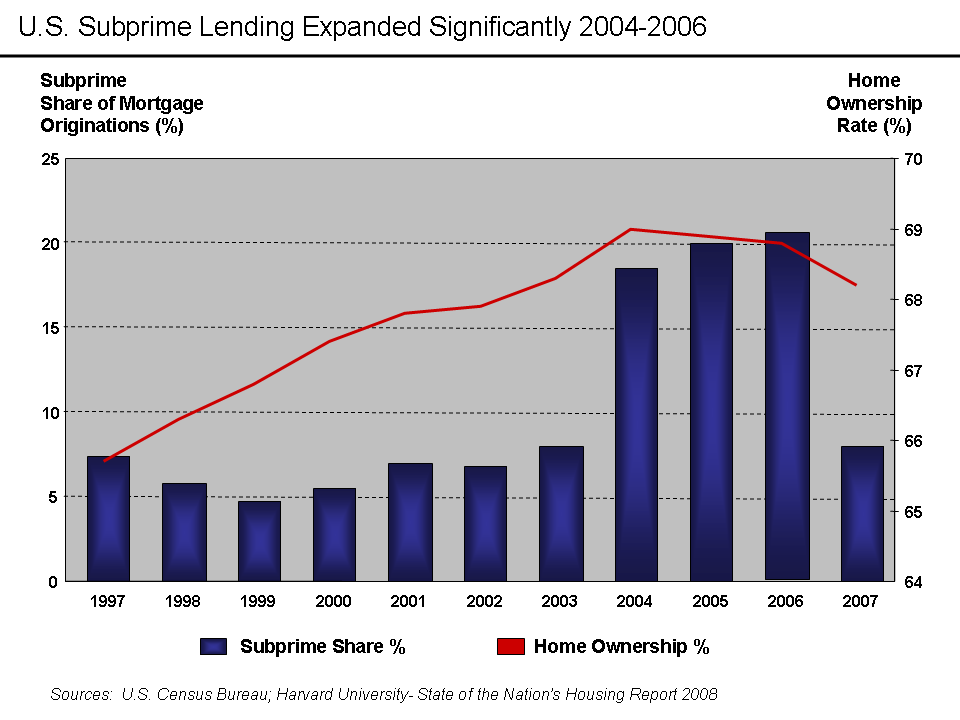
アメリカのサブプライムローンは2004年から2006年にかけて大幅に拡大した。

アメリカでは、エンロンと類似の事件を防ぐために、GSEのフレディマックとファニーメイがバランスシートを縮小した。その影響で住宅ローンに民間業者が参入し、民間業者が導入したサブプライムローンは住宅価格の上昇に後押しされて2003年以降に急拡大をした。
サブプライムローンでは、契約内容を理解できていない借手に対して、返済能力を無視した貸付が横行した。これらは略奪的貸付やニンジャ・ローンとも呼ばれて問題となった。しかし、住宅価格が上昇する局面では警鐘はかき消された。
2004年6月30日の連邦公開市場委員会（FOMC）から政策金利は引き上げに転じた。2004年-2006年にかけてアメリカでは住宅ブームが生じ、低利の2段階変額ローンにより募集された不動産担保ローンが大量に組成された。少なからぬ利用者が住宅価格の上昇の恩恵を受けた。この住宅ローンの個別債権は、欧米の主要銀行がSPVなどを利用してMBSに証券化した。MBSは高利回りの金融商品として世界各国に販売された。格付け機関のムーディーズやスタンダード&プアーズ（S&P）はMBSにトリプルAの格付けをして信用を与えたが、これらの格付け機関は選出基準が不透明だった。さらに、格付け機関は商品リスクを知りながら高い格付けを与えていたことが、のちに議会の調査で明らかになっている。貸し倒れに対する保証としては、クレジットデリバティブ（債務担保証券（CDO）やクレジット・デフォルト・スワップ（CDS））などの金融商品が利用された。
レバレッジも危機拡大の一因となった。アメリカの大銀行が倍率を横ばいさせていたのに対して、アメリカの3大投資銀行（ゴールドマン・サックス、モルガン・スタンレー、メリルリンチ）は2007年に25倍を越え、欧州の大銀行は2008年に35倍を超えた。ABCPの発行残高で、欧州はアメリカを上回っていた。

### 危機の前兆
識者の指摘

米国財務省による不審取引報告（SAR）分析に見る住宅ローン詐欺の増加

サブプライムローンは借り換え期の4年目以降に急激に金利が上昇するため、当初から危険性は指摘されていた。バブル経済の研究で知られるチャールズ・キンドルバーガーは、晩年は不動産市場に注目していた。2002年のウォールストリートジャーナルのインタビューで、キンドルバーガーは銀行がそろって住宅担保ローンを売ろうとしており、危険な兆候だと語った。
ラグラム・ラジャンは、規制緩和や証券化によって金融機関のリスクが上昇し、また複雑化しているという事実に気づいた。ラジャンは研究の成果を「金融の発展は世界をよりリスキーにしたか？」という論文にまとめ、2005年のジャクソンホール会議で発表したが、多くの聴衆には支持されなかった。他にも懸念を表明するエコノミストがいたが、状況を変えるにはいたらなかった。
連邦倒産法（破産法）の専門家であるエリザベス・ウォーレンは金融機関の搾取的な貸付を研究しており、上院議員のバラク・オバマは2004年からウォーレンの研究に注目する。ウォーレンは住宅ローンの危険性を指摘し、消費者保護のために消費者金融庁の設立を提案し、のちにオバマ政権に参加することになる（#アメリカを参照）。
住宅価格の低下
ブーム3年目にかかる2006年1月頃から住宅価格のかげりが見え始め、不動産担保証券の貸し倒れリスクが注目され始めた。サブプライムローンの債務者の一部は住宅価格の上昇を見込んだ返済計画を建てていたため、住宅価格低下の影響で利払い延滞率が急増した。債務者の延滞が顕著になると、サブプライムローンの直接の貸し手である住宅金融専門会社に対する金融機関の融資が慎重になり、住宅金融専門会社では資金繰りが悪化して経営破綻が出始めた。サブプライムローンは貸し倒れの危険を分散させるために分割・証券化されて金融商品に組み入れられていたため、金融商品そのものに対する信用リスクが連鎖的に広がった。リスクを警戒し、2006年から住宅ローン売買を減らした投資銀行もあったが問題の解決にはならなかった。
ヨーロッパの状況
サブプライムローンの証券化はアメリカ国外から資本を集めることを目的としており、ヨーロッパの金融機関が関わっていた。2000年代にヨーロッパ系銀行の国際業務は拡大し、ドルで借りてドルで運用する取引が8兆ドルを越えた。この取引でドルの資金調達のリスクを抱えることになった。ヨーロッパ系銀行は2006年には新規の不動産担保証券（MBS）の30%を裏づけをしており、アメリカに現地法人を設立をしてサプライチェーンを一体化していた（#西ヨーロッパ・南ヨーロッパも参照）。

## 危機の顕在化

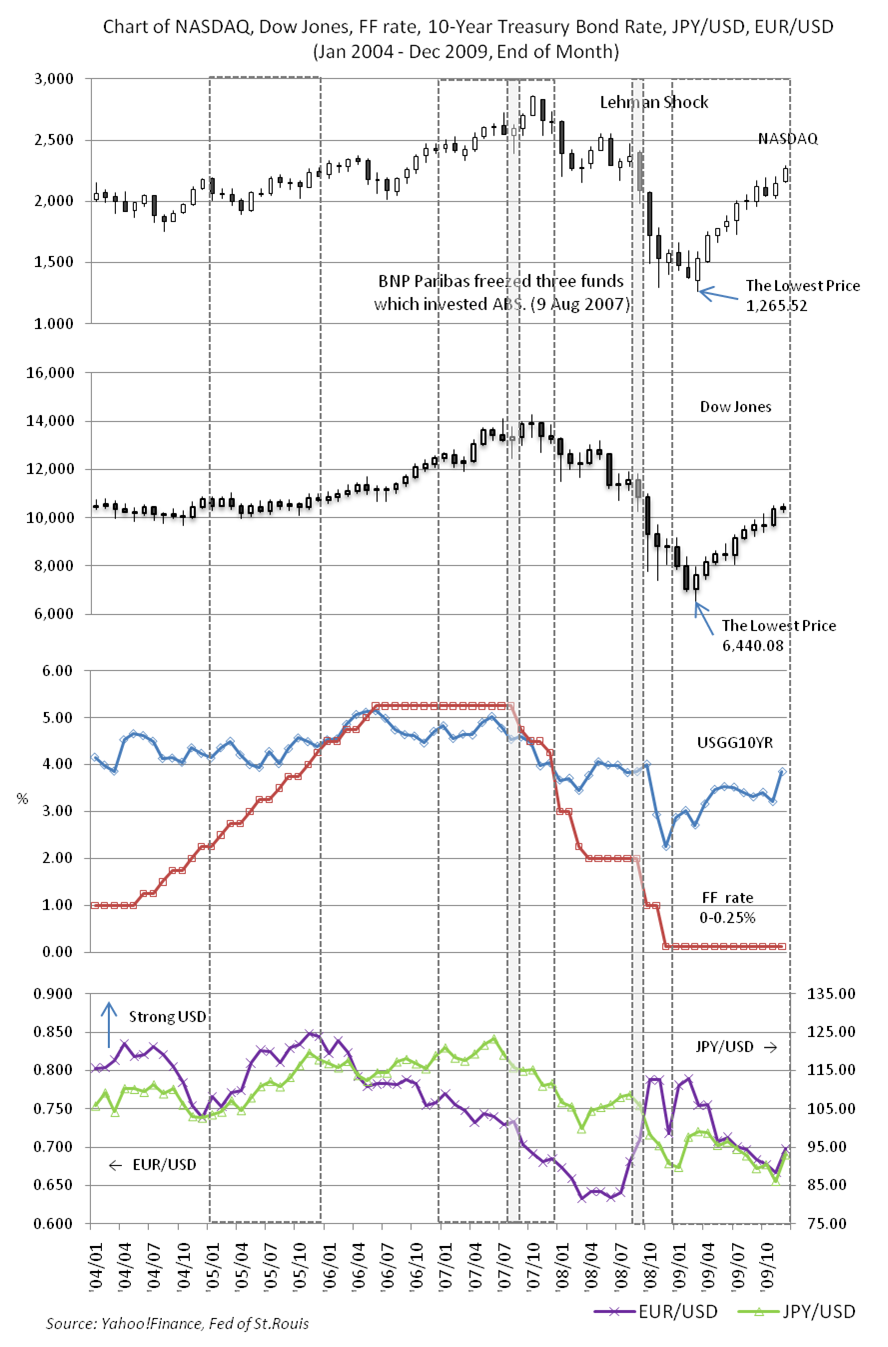
上段よりNASDAQ、ダウ平均株価 のローソク足（月足）、フェデラル・ファンド金利誘導目標（赤）、米国債10年物利回り（青）、JPY/USD（黄緑）、EUR/USD（紫）の月末値推移（2004年1月～2009年12月）。

### サブプライムローン危機
住宅投資は2006年第2四半期には17%下落した。2007年1月から不動産担保ローンの破産が顕著になり、5月にスイス最大の銀行UBSがディロン・リード・キャピタルマネジメント（DRCM）を閉鎖した。6月の時点で債務担保証券（CDO）には国際流動性を期待できなくなっていた。7月には、特別目的事業体（SPV）を通じてCDO等に投資していたIKB ドイツ産業銀行が公的支援を受けた。8月はドイツのNRW.BANKによる支払い停止や、フランスのBNPパリバによる3つのファンド凍結などが相次いだ。BNPパリバが「アメリカ証券市場の一部で流動性が消滅したため、一部の資産評価が不可能になった」という声明を出すと危機の認識が広まり、10月にはイギリスで住宅価格が急落した。
サププライムローンが下落を続けたにもかかわらず、アメリカの大手投資銀行はサププライムローンから作られたCDOの販売を続けた。格付け機関のムーディーズとS&Pは、2007年3月時点でもサブプライムローンの格下げを行わず、格付け機関は倫理的に破綻したとも表現された。
資産担保証券（ABS）も価格を下げて国際流動性を失い、これを担保とする資産担保コマーシャルペーパー（ABCP）の借換発行もむずかしくなった。ABCPを簿外勘定に出していた銀行は、流動性を失ったABCPを保有することになった。預金債務が膨張したので、銀行とFRBは事後的な信用創造にはげみ、そこでうまれた預金通貨は機関投資家によってマネー・マーケット・ファンド（MMF）やレポ債権に転換された。ヨーロッパ系銀行は危機発生に先立つ数年間、100以上のSPVのため直接または間接のスポンサーになっていた。これらのABCPは数千億ドル規模のABSをアメリカ市場で販売していた。その流動性が2007年8月に失われると、償還するためにヨーロッパ系銀行は在米支店からドル資金を調達した。短期金融市場から調達された資金を引き揚げられて、シャドー・バンキングは脆弱性を露呈した。
アメリカを中心として会計基準には時価評価主義が採用されており、サブプライム危機が短期間で拡大する一因となった。時価評価では、金融資産の減価は自己資本減少と機関投資家が発行する株式の減価に直結するので、その株式を保有する企業が発行する株式も減価となる。こうして負の連鎖が拡大した。
サブプライムローン危機は、少数の投資家にとっては利益をもたらした。2006年にアメリカでデフォルト率が上昇し始めた頃には、CDOの格付けに疑問を持つ者が増えた。そのため、サブプライムローン市場が破綻する方に逆張りをする投資家が出て利益を得た。

### 銀行危機・金融危機
全米経済研究所によれば、景気後退はリーマン・ブラザーズ破綻の9ヶ月前である2008年1月には始まっていた。耐久消費財や自動車の支出下落、大量解雇も銀行危機より早く起きており、しかも大西洋を越えたヨーロッパで影響が出ていた。2008年3月にベアー・スターンズの経営危機が明らかになると、金融危機が世界的に報道され始めた。9月に入って、政府支援機関（GSE）のフレディマックとファニーメイが実質的破綻に陥り、9月15日にはリーマン・ブラザーズが連邦倒産法第11章適用を申請し、負債総額6390億ドル（約64兆円）というアメリカ史上最高額の経営破綻を起こした。さらにバンク・オブ・アメリカによるメリルリンチの買収、保険会社アメリカン・インターナショナル・グループ（AIG）の国有化など、金融機関の再編が進んだ。

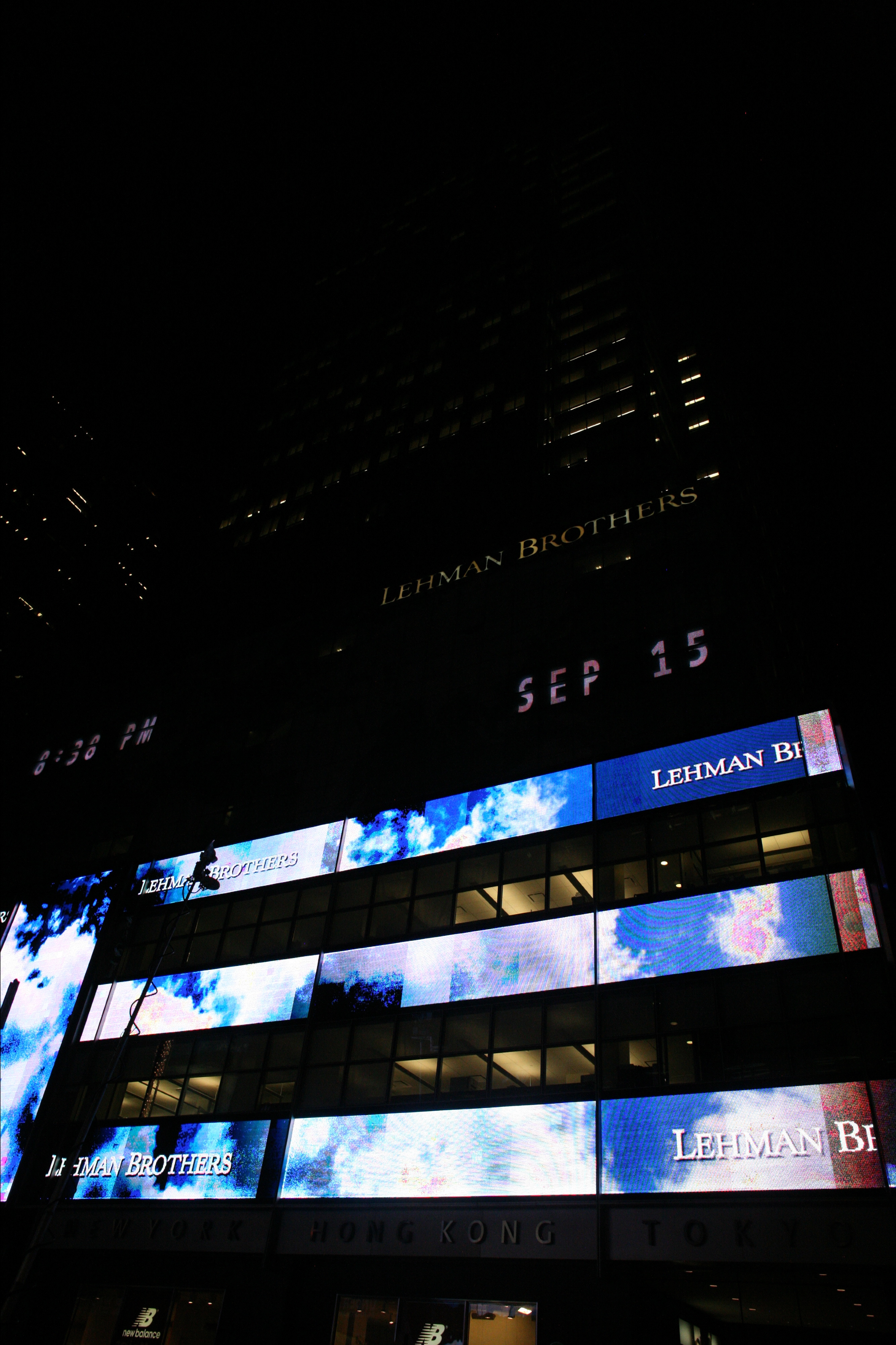
2008年9月15日、連邦倒産法第11章を申請したリーマン・ブラザーズの様子

9月のショックで、リーマンの決済銀行であるJPモルガン・チェース、シティグループ、バンク・オブ・アメリカはレポ債権の追加担保を要求したが、貸付が打ち切られ倒産した。リーマン・ショックはリーマン債を保有していたMMFを元本割れさせた。9月19日、MMF保険創設のため連邦政府が為替安定基金から最大で500億ドルを取り崩す方針が公表された。リーマン以外の清算ケースでもCDSは同様の状態であり、CDSの売り手となっていた金融持株会社、投資銀行、保険会社、ヘッジファンドなどは、短期金融市場からの資金調達を金利の急騰に阻まれた。ヨーロッパ系銀行もドル建て流動性資金について同じ境遇であり、新興国経済から資金を引き揚げた。この資金引き揚げによって、中欧・東欧・南欧にも金融危機が波及した。
2008年第2四半期から2009年第1四半期には、世界の資本移動の90%が消滅し、富裕国の資本移動は17兆ドルから1.5兆ドルへと減少した。2009年第2四半期は、IMFにGDP統計を提出している60カ国のうち52カ国でGDPが縮小した。サプライ・チェーンが同期しているためにアメリカやヨーロッパの需要減少は各国に波及し、世界貿易機関（WTO）が統計を取る104カ国の全てで輸出入が減少した。世界の原油価格は76%下がり、産油国で財政赤字が続出した。

## 対策

OECD各国の全労働力人口における失業者

各国政府が金融機関を支援した主な方法には4通りあり、(1) 銀行への貸付、(2) 銀行の資本増強、(3) 資産買い入れ、(4) 銀行のバランスシートに対する国家の保証だった。
2008年10月10日にはG7の財務大臣・中央銀行総裁会議、10月11日にはG20の財務相・中央銀行総裁会議が開催され、共通の方針が5つにまとめられた。(1) 重要な金融機関の破綻を避ける。(2) 資本増強を支援する。(3) 銀行間取引の流動性を確保する。(4) 預金保険の整備。(5) 証券化資産の流通市場の再構築となった。
ユーロ圏の15カ国は10月12日にパリで緊急首脳会議を開き、1兆8000億ユーロの銀行危機対策を決定した。 (1) 銀行への資本注入、 (2) 銀行間取引の政府保証、 (3) 不良債権の買い上げ、 (4) 預金保護などが対策に含まれた。

### 国際通貨基金
2008年から国際通貨基金（IMF）の支援を求める国家が相次いだ。2008年10月のハンガリーに続いて、アイスランド、ラトビア、ウクライナ、パキスタンが支援を受けた。2009年にはアルメニア、ベラルーシ、モンゴル、ルーマニアが支援を受け、予防措置の貸付がコスタリカ、エルサルバドル、グアテマラ、セルビア、ボスニア・ヘルツェゴビナに行われた。さらにアメリカ発案のフレキシブル・クレジット・ファシリティがメキシコ、ポーランド、コロンビアに提供された。IMFは支援の条件として緊縮経済政策を求めたが、緊縮政策の受け入れが国内で対立を起こす場合もあった。

### FRBの流動性供給・通貨スワップ
2007年にはヨーロッパのホールセール資金調達市場が不振であり、欧州中央銀行（ECB）やイングランド銀行（BOE）は資金を注入した。しかし注入できる通貨はユーロやポンドであり、ドルが求められていた。金融危機の間はドルの調達が困難であり、ヨーロッパ系銀行は資金調達に苦しんだ。FRB議長のベン・バーナンキはヨーロッパ系銀行がドルの資金調達を求めていることを理解し、FRBはドル建てのポートフォリオを維持するために2008年秋からドルで流動性ファシリティ（信用供与契約）を始めた。FRBによる供与は、レポ取引、ABCP、MBS、通貨スワップなどシャドー・バンキングに関わるものに結びついており、内部関係者は契約についての難解な頭字語をまとめて「ホビット族」と呼んだ。
2008年9月18日には日米欧の6中央銀行が通貨スワップ協定による大量のドル供給を開始した。その後、個別にドル資金供給を行っていた9中央銀行を含め計15中央銀行がドル供給を10月末まで延長した。通貨スワップの協定によって、ドル・ユーロ・ポンドの通貨危機は防がれた。FRBは緊急支援に加えて、2009年にはQE1と呼ばれる量的緩和も行った。FRBが受け入れたMBSの52%がヨーロッパを中心とする国外の銀行であり、FRBは国外の銀行に対する最後の貸し手として機能した。しかし、FRBの2007年から2009年にかけての流動性供給は当時は極秘とされ、2010年にドッド＝フランク法や情報公開訴訟をきっかけに公開された。
FRBによる拡充とは別に、他の地域においても金融危機対策として通貨スワップが行われた。ユーロのスワップ協定はECBによってスイス、デンマーク、ハンガリー、ポーランドに拡充された。SNBはスイスフランのスワップ協定を締結した。ブラジル・アルゼンチンや、中国・韓国は自国通貨同士のスワップ協定を締結した。中国は他にも香港、マレーシア、ベラルーシ、インドネシア、アルゼンチンとスワップ協定を結んだ。アジアでは、アジア通貨危機の時に結ばれたチェンマイ・イニシアティブにもとづいて複数国間の契約が実現した。

### 会計監査
2008年11月14日-15日のワシントン・サミットでG20が金融安定化のための国際会計基準について声明を行った。対応を求められた国際会計基準審議会（IASB）は会計基準を変更し、IAS39号およびIFRS7号で認められていない金融資産の保有目的区分の変更を条件つきで認めた。この変更で適正手続（デュー・プロセス・オブ・ロー）を取らなかったためにIASBは批判を受けた。
サブプライムローンが証券化されて急拡大した際、会計事務所の中にはそれらの金融商品が投機的であると警告を発するところもあったが、危機の防止にはいたらなかった。世界金融危機の処理にあたっては、経営者や金融機関に加えて監査法人も非難された。世論は監査の適切さを疑い、企業や金融機関は監査法人が資産価値を過小評価したと主張した。

## 各地域の状況

### アメリカ合衆国

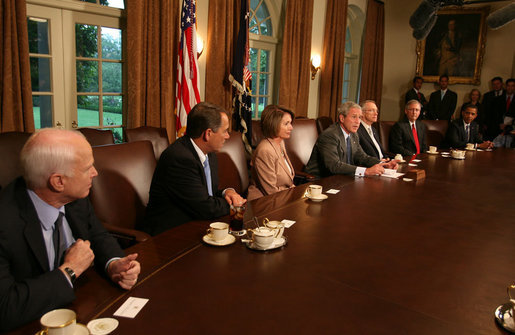
2008年9月25日にブッシュ大統領が救済策を話し合った際、次の大統領候補だったバラク・オバマとジョン・マケインが出席し、いずれも緊急経済安定化法案に賛成した。

#### 緊急経済安定化法案
アメリカのジョージ・ブッシュ政権は2008年に最大7000億ドルの公的資金を投入する法案の策定に着手した。法律番号 H.R.1424にあたり、不良資産救済プログラム（TARP）や緊急経済安定化法が作成された。事前に議会指導部と政府は合意しており、9月29日の法案成立は確実とみられていた。しかし、共和党の議員はアメリカの伝統的な自己責任の価値観にもとづいて多数が反対票を選んだ。このため予想に反してブッシュ大統領自身が属する共和党の反対によって下院で否決された。この日のニューヨーク証券取引所のダウ平均株価は史上最大となる777ドルの下落を記録し、世界中でも信用収縮が起こった。

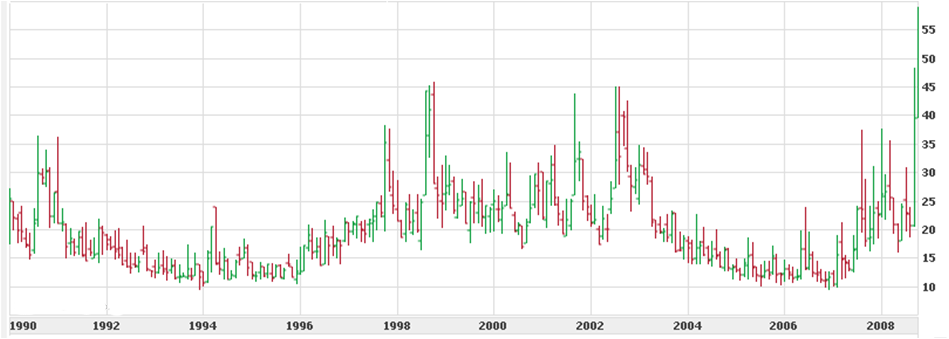
恐怖指数の推移

その後、緊急経済安定化法案は修正を加え、10月3日午後1時に下院の民主党議員の74%、共和党議員の46%が賛成して可決した。しかし当日の米国株は後場急落し、翌週10月6日から10月10日の1週間は世界の株式市場は大きく下落した。10月8日には欧米の中央銀行が協調利下げに踏み切り、ヘンリー・ポールソン財務長官が金融機関への公的資本注入を示唆したが、株価の下落は止まらなかった。10月10日は、株価変動確率の激しさを表すボラティリティインデックス（VIX、通称恐怖指数）と呼ばれる指数が、1997年のアジア通貨危機の約38、2001年のアメリカ同時多発テロ事件の約45を上回って75を超えるなど、市場は混乱した。財務省・FRB・連邦預金保険公社（FDIC）は主な9銀行への公的資本注入を検討し、13日の銀行との会合で承認を得た。製造業大手ではクライスラーとゼネラルモーターズ（GM）が破綻の可能性に陥り、GMは事実上国有化された。しかしGM、フォード、クライスラーの各首脳は、11月に公的支援を求めてアメリカ議会の公聴会に出席した際、自家用ジェット機を使用したため議員から批判された。

#### オバマ政権
危機の只中で2008年アメリカ合衆国大統領選挙が行われ、11月にはバラク・オバマが当選した。ブッシュ政権時代からオバマと民主党は危機の対策に協力しており、緊急経済安定化法案では民主党の賛成が共和党よりも多かった。オバマ政権のもとで民主党が上院と下院で多数派となり、経済政策の人事は市場に歓迎された。他方、オバマ政権への不支持は共和党議員や白人の共和党員を中心としており、オバマの出身に疑問を投じるバラク・オバマの国籍陰謀論と呼ばれる陰謀論や、保守系による反対運動が起きた。オバマは、上院議員時代から不平等の拡大やアメリカン・ドリームの衰退を問題としており、ハミルトン・プロジェクトの活動などを通して、社会の分断を解消することを主張した。しかし第1期は危機が進行中であり、経済政策はその対処が優先された。
オバマ政権の景気刺激策は、規模が不足する結果となった。大統領経済諮問委員会のクリスティーナ・ローマーは2008年12月の提案で、2011年第1四半期までにGDPギャップを埋めるために1兆7000億ドルから1兆8000億ドルの刺激策が必要と計算していた。しかし政権内や議会での政治的駆け引きによって金額は減らされていった。刺激策の金額が削減された一因に、オバマへの不支持や反対活動もあった。2009年1月のアメリカ復興・再投資法に共和党議員は反対し、下院は全員反対、上院の賛成も3名のみだった。保守系運動であるティーパーティー運動によって、オバマ政権の景気刺激策や金融規制、企業支援策への反対運動が行われた。景気刺激策は当初の提案から大幅に減額された7750億ドルとなり、さらに7250億ドルに削減され、本格的な実施も2009年6月からと遅かった。そのため、1930年代の世界恐慌で行われたニューディール政策ほどの効果は得られなかった。また、金融機関は救済されたが、住宅所有者への支援は不足しており、差し押さえで住宅を失う世帯が続出した。2010年にいたっても失業率は10%以下にならず、民主党への支持が減少し、2010年アメリカ合衆国中間選挙で民主党が敗北する原因となった。

#### 経済的格差
危機によってアメリカの格差は拡大した。サブプライムローンの証券化は、価格の暴落分を債務者の純資産に吸収させる構造だったため、高所得者がより有利になり、低所得層がより不利になった。年間経済生産14兆ドルに対して、2008年の住宅価格は5.5兆ドルの下落と巨額に達した。2007年から2009年の間に住宅を差し押さえられた世帯は400万世帯に及び、2007年3月から2009年3月の間に民間部門で600万人が失業した。平均資産は2007年から2010年の間に56万ドルから46万ドルに減ったが、富裕層をのぞくとより深刻であり、中央値の世帯は10万ドルから5万7800ドルと半減した。住宅所有で破綻が多かったのはヒスパニックの人々であり、社会集団の分断にもつながった。地域別では、カリフォルニア州、フロリダ州、コロラド州、メリーランド州、ミネソタ州に急激な資産の下落があった。差し押さえられた家は銀行が投げ売りし、投げ売り価格で売買が成立すると、その価格が近隣の住宅価格の査定基準になる。そのため周辺地域の住宅価格も下落する悪循環となった。住宅を所有しない層には、車上生活をしながら季節労働をするワーキャンパーと呼ばれる人々がおり、住宅バブル崩壊後に急増している。ワーキャンパーはワゴン車やキャンピングカーで生活をし、「ノマド」「ラバートランプ（車に乗った放浪者）」「リーマンショック時代のオーキー（オーキーとは大恐慌時代のオクラホマの出稼ぎ者に対する蔑称）」とも呼ばれる。
他方、救済を受けたウォール街の金融機関は利益やボーナスを得た。AIGアメリカン・ゼネラル社の幹部は救済決定後にリゾート地で44万ドルの会合を開催し、2009年3月に幹部73人に100万ドル以上のボーナスを支払い、支給直後に11人が退社した。これに対して、ボーナスの90%（地方税の10%相当を加えて事実上は100%）を所得税課税する法案が可決された。ウォール街では、投資銀行、資産運用会社、ヘッジファンドなどの幹部が2009年夏に1450億ドルの利益を得ており、2008年の1170億ドルを超えていた。クリントン政権時代の財務長官ロバート・ルービンはシティグループの顧問でもあり、2009年に1億2600万ドルの報酬を得て退職しており、のちの金融危機調査委員会では自らの経営責任を否定した。

### 中央アメリカ、南アメリカ
中南米は、アジアやアフリカと同様に金融危機の影響が比較的軽微にとどまった。過去の通貨危機や金融危機の経験を参考にして、外貨準備を維持する対策がとられていた。それが、(1) 対外資産の蓄積、(2) 国内金融資本市場の発展、(3) 短期資本移動規制など政府や中央銀行の政策である。2008年第3四半期には資本流入が減ったものの、それまでの純資本流入と経常黒字によって外貨準備が比較的豊富だった。中央銀行の多くは外国為替市場に介入して外貨の流動性を供給し、チリやブラジルでは先物市場で取引を行い、外貨準備の維持に成功した。北米自由貿易協定（NAFTA）によってアメリカとの貿易が密接なメキシコは、原油以外の輸出が28%減、輸出加工区のマキラドーラは雇用が20%減少した。

### 西ヨーロッパ・南ヨーロッパ
前述のようにヨーロッパの金融機関はサブプライムローンに深く関わっていた。2007年下半期からドイツ、イギリス、フランス、スイス、ベネルクスの銀行は損失によって貸出を減らし、G7の核をなすメガバンクの自己資本利益率が低迷した。
2007年には影響が出ていたにもかかわらず、ヨーロッパ諸国の政治家は2008年8月頃まで金融危機をアメリカの国内問題と解釈していた。さらに、ヨーロッパはアメリカよりも損失が軽いので各国の対応で解決できると考えた。これに対してオランダのヤン・ペーター・バルケネンデ政権は2008年9月に銀行救済基金を提案し、欧州の全国家がGDPの3%を使った基金の設立を訴えた。オランダ政府の提案はフランスの賛同を得て、クリスティーヌ・ラガルド財務相は共同対策を主張した。しかしドイツやヨーロッパ中央銀行（ECB）の賛同を得られず、共同対策は実現しなかった。危機の悪化によって、銀行に巨額の資本注入を行う結果となった。

#### フランス
フランスでは主な銀行の損失が比較的少なく、回復の仕組み作りが成功した。2008年10月13日に3200億ユーロの中期金融債を保証し、400億ユーロの資本注入をする基金を設立した。10月16日に緊急資本注入と再融資案が成立し、BNPパリバをはじめとする主な銀行は国家資金保証公団（SPPE）の資本注入に同意した。再融資においては、フランス経済財政公団（SFEF）が銀行のために2650億ユーロを上限として政府保証債を発行し、そのうち66%を主な6行が引き受けた。

#### ドイツ
2008年10月13日、債務保証に4000億ユーロ、資本注入に1000億ユーロ拠出を決定した。ドイツのアンゲラ・メルケル政権は金融市場安定化基金の創設を検討したが、連邦議会で否決された。ドイツ銀行は政府の支援を避けるために、会計操作や湾岸国の政府系ファンドからの資金調達をした。政府は不動産金融大手のハイポ・リアル・エステート（HRE）を破綻から救済し、取り付け騒ぎを防ぐために貯蓄預金の全額保護を発表した。輸出主導のドイツ経済は2009年にGDP成長率が5%減で戦後最低となったが、2010年には4%増となり、失業率も2009年の7.8%を境に低下していった。このためヨーロッパでは「ドイツの独り勝ち」とも呼ばれるようになる。

#### イギリス
イギリスではロンドンのシティに国外の金融機関が多数進出し、大陸ヨーロッパの金融取引の多くも行われていた。シティはヨーロッパの金融センターであり、サブプライムローンを扱っていたため、危機による損失も大きくなった。
ゴードン・ブラウン政権は2008年10月8日に銀行の救済を決定し、救済策を3つに分けて行った。(1) RBSやHBOSなど主な8行に資本増強の要求、(2) 新たな債権の保証に2500億ポンドを投入、(3) イングランド銀行の特別流動性スキームの2000億ポンド増額である。不良債権管理のためにUKフィナンシャル・インベストメンツが設立され、10月13日にRBSとHBOSを国有化した。政府の資本注入を受けたRBSは銀行業界で過去最大のボーナスを支給して批判され、CEOのフレッド・グッドウィンが引責辞任した。
イギリスは金融危機の損失がヨーロッパ最大であり、13年間におよぶ労働党政権は2010年に終わったが、保守党も単独政権は不可能で、デーヴィッド・キャメロン政権は自由民主党との連立となった。

#### アイルランド

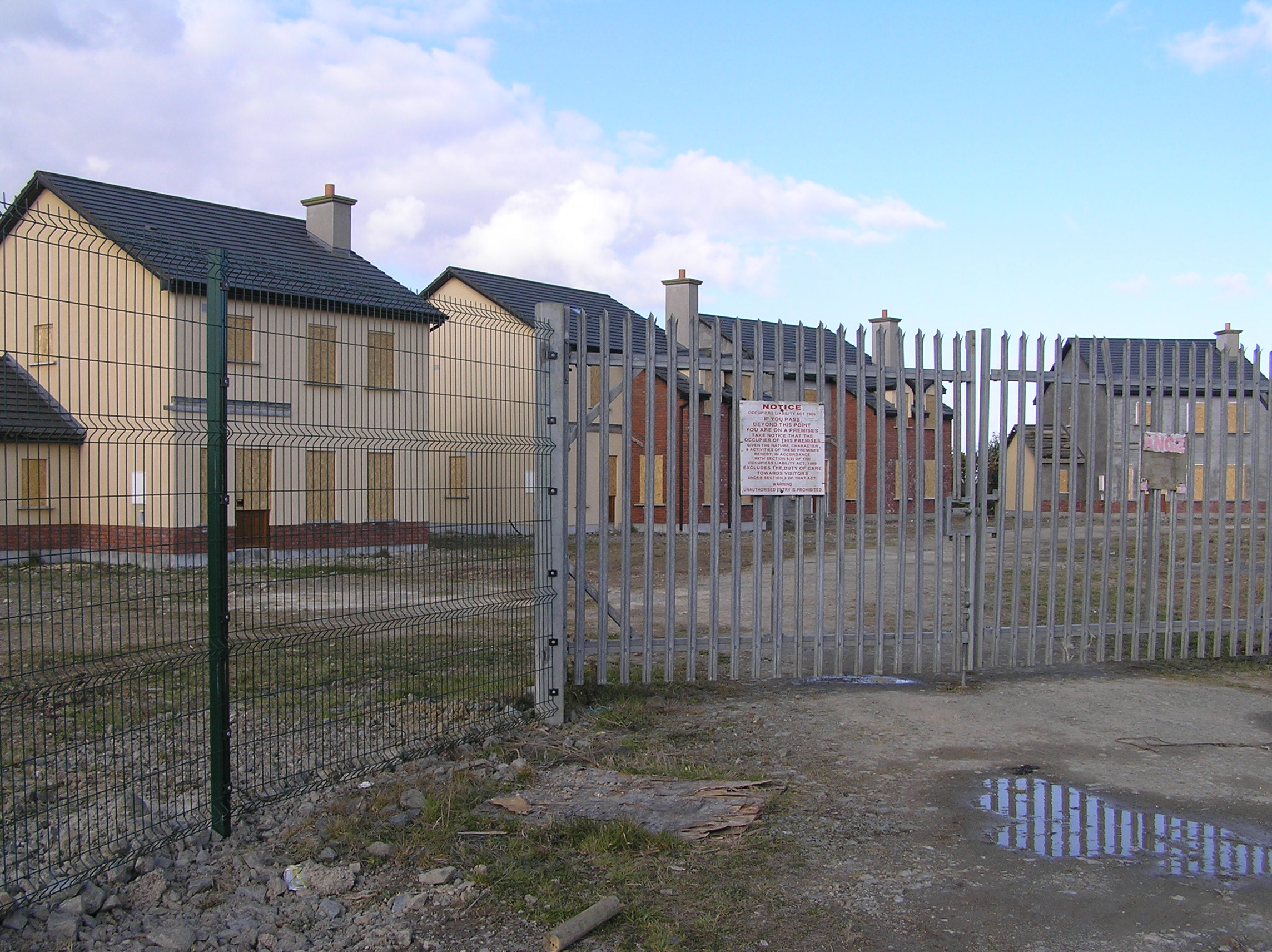
建設途中でゴーストタウン化したアイルランドの住宅地。

アイルランドは、2007年の危機直前には銀行資産がGDPの900%に達していた。しかしアメリカの緊急経済安定化法否決の影響で2008年9月に信用収縮が起き、大手3行は破綻寸前となった。アイルランドの銀行のバランスシートが合計でGDPの700%に達したため、ブライアン・カウエン政権は取り付け騒ぎを防ぐため、2008年9月に全ての債務の2年間保証を発表した。アイルランドの銀行はイギリスの金融システムと密接であるため、イギリスはフランス、オランダ、ドイツなどの国と対策を協議した。ヨーロッパで共同基金を設立して銀行を救済するというオランダの案もあったが、EU統合を進めるリスボン条約がアイルランド自体の国民投票で2008年6月に否決されていた経緯も影響し、実現しなかった。政府が債務の2年間保証をしたことも財政を悪化させ、2009年1月にアングロ・アイリッシュ銀行を国有化した頃には、債務不履行のリスクはギリシャを上回った。

#### スペイン

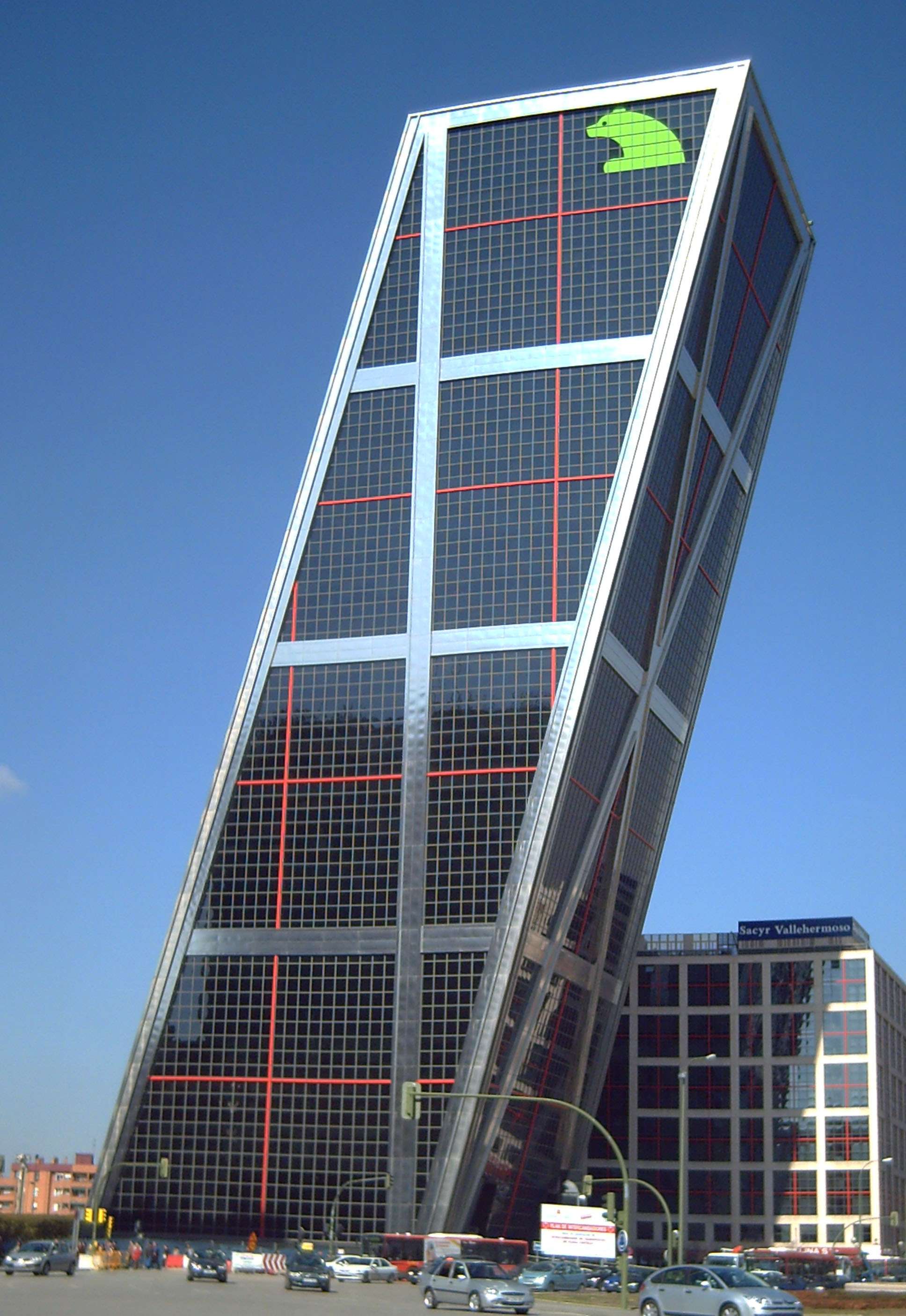
バンキア本社があったマドリードのプエルタ・デ・エウローパ。バンキアは不良債権処理のために設立されたが2012年に破綻した。

ヨーロッパで不動産バブルが最も盛んだったのは、アイルランドとスペインだった。ユーロ圏の2007年から2012年の失業者はスペインが最も多く、660万人のうち60%（390万人）を占めた。スペインの不動産融資で中心だったのは、カハ（caja）と呼ばれる中小の貯蓄銀行だった。スペインのホセ・ルイス・ロドリゲス・サパテロ政権は不良債権処理のために2010年にバンキアを設立し、カハの整理を進めた。

#### ギリシャ
ギリシャでは、危機の影響は観光と輸出の不振として現れた。また、財政赤字が粉飾されており、2009年7月時点でGDP比で10%を超える状況にあったが、2009年10月の総選挙まで公表されなかった。総選挙で全ギリシャ社会主義運動（PASOK）が勝利してゲオルギオス・パパンドレウ政権が成立すると、財政赤字が12.7%を超えると発表された。ギリシャ国債は急落し、国外の銀行はギリシャから資金を引き揚げたためギリシャで銀行危機が起き、2010年のユーロ危機の発端となった。

### 東ヨーロッパ・中央ヨーロッパ
中東欧諸国は危機発生まで成長を続けており、住宅市場のバブルは発生しなかった。しかし、西ヨーロッパなどの外資系銀行から資金を調達する外貨主導型であり、総銀行資産のうち外資系銀行の資産が85%から90%と高い水準にあった。また、家計や企業が外貨建てのローンを組んでいる国も多かった。2009年には東欧のEU加盟国をユーロ圏に加盟させてECBが支援するという要請もあったが、ECBの賛成は得られなかった。このため危機が発生すると、国際金融市場の縮小、EU諸国の需要低下、外国直接投資の減少による影響を受けた。
四半期ごとに500億ドルが中東欧やNIS諸国に流入していたが、危機によって流れが反転し、2008年第4四半期から2009年第1四半期にかけて1500億ドルが流出した。ハンガリー、ブルガリア、ルーマニアは債務の半分が国外からの融資でもあった。東欧はFRBの通貨スワップ枠に含まれておらず、ECBはユーロ建ての資金しか送れないので問題の解決にはならなかった。2009年には東欧のEU加盟国をユーロ圏に加盟させてECBが支援するという要請もあったが、ECBの賛成は得られなかった。
旧ユーゴスラビアのスロベニアは2004年にEUに加盟して成長を続けていたが、それと平行して2000年代から急激に国外からの借入を増やしており、危機の発生で資金の流れが反転した。2009年には29億6000万ユーロが流出し、商業銀行の預金はマイナスとなり、建築業を中心に企業の破綻が相次いだ。リーマン・ショック直前の選挙で政権交代をなしとげたボルト・パホル政権は対応に苦慮し、外資系銀行が少なかったため政府が資本注入をする必要があった点も財政に悪影響をもたらした。ルーマニアは2009年に通貨レイが急落したためIMFや欧州委員会に支援を求め、約200ユーロの融資の条件として公務員給与の25%削減、付加価値税の引き上げなどを受け入れた。

#### ヴィシェグラード諸国
ヴィシェグラード・グループとも呼ばれるポーランド、ハンガリー、チェコ、スロバキアの4カ国は、2009年のGDPでハンガリーは6.3%減、チェコが4.3%減、スロバキアが5.4%減となり、ポーランドはEU加盟国で唯一のプラス成長で2.1%増となった。
ヴィシェグラードの中で最も被害が大きかったのはハンガリーだった。2006年の選挙で与党・社会党が虚偽報告によって勝利したことで政治が混乱した影響もあり、2009年に実質賃金が3.6%減、失業率も7.6%以上でEUとIMFの支援を受ける結果となった。IMFの緊縮案を受け入れたことで社会党の支持率は下がり、野党のフィデスが2010年の選挙で多数派となった。多数派となったフィデスは、市場経済やEUの理念に相反する政策を実施し、この結果、ハンガリー政府とEUは対立を深めていく。
ポーランドのドナルド・トゥスク政権は、財政支出の拡大などの政策で危機に対応した。2008年11月から中小企業や起業家への支援、経済特区の拡大などを開始し、2009年から2010年にかけて910億ズウィティを支出して消費や投資の減少を抑制した。2009年には家計や企業への支援、最低賃金の引き上げ、労働時間の柔軟化なども行い、プラス成長の維持に成功した。チェコとスロバキアは、2010年にはGDPが2.1%増と5.0%増の回復となった。

### 北ヨーロッパ

#### バルト三国
バルト三国では、2003年以降に住宅ローンを中心とする家計向けの貸出が増え、2004年以降の住宅市場はバブル化した。また、スウェーデンのスカンジナビスカ・エンスキルダ・バンケン（SEB）をはじめとする外資系銀行からの資金が現地の現地の民間向け貸出を支えていた。中東欧と同じく、家計や企業の多くが外貨建てのローンを組んでいた。バルト三国はEU加盟と北大西洋条約機構（NATO）加盟に続いてユーロ圏への加盟を進めていたが、危機によって国外の資金調達が止まった。バルト三国の通貨はユーロ圏への統合の途上にあるために為替レートが固定されており、通貨切り下げが困難で苦境に陥った。
特にラトビアは巨額の経常赤字があり、スカンジナビア系の銀行であるスウェドバンクとノルディア銀行が関与しているため問題となった。欧州委員会（EC）は、GDPの35%を支援する条件として、経常収支を調整する緊縮財政をラトビアに求めた。厳しい緊縮財政は国民に受け入れられないという予測もあったが、連立政権による合意形成の伝統が長く、EUへの加盟を望むラトビアは緊縮案を受け入れた。ヴァルディス・ドンブロウスキス政権は財政収支をGDPの13.3%削減して公務員を解雇し、失業率が上昇した。他方で公教育、公的医療、為替レートは維持した。2008年にはパレックス・バンカが破綻し、2009年にラトビアのGDPは18%減少したが、2010年第3四半期から輸出の増加によって経済は回復に向かい、ドンブロウスキス政権は維持された。

#### アイスランド
アイスランドは危機発生の時期には最悪とも評されたが、最も対策に成功した国の一つとなった。危機以前には1990年代からタックス・ヘイヴンとしての機能を充実させ、2000年代には商業銀行と投資銀行の融合やヘッジファンドへの投資、不動産バブルが進んだ。所得格差が広がり、2006年以降には金融機関やエコノミストから警告があったが、財界に無視された。危機発生後の2008年10月には大手銀行が国有化され、株価は10%となり、人気があったネット預金アイスセーブも破綻し、失業率は7.6%となって欧米メディアでは世界最悪と報道された。対外債務が9兆5000億クローナとGDPの900%に達したためIMFの支援を受けたが、オラフル・ラグナル・グリムソン大統領はIMFが求める緊縮策を拒否し、国民投票を行った。国民投票の結果、アイスセーブ破綻の補償も拒否することになった。
国会前でデモが起き、金融ビジネスを推進してきたゲイル・ホルデ首相とダヴィード・オッドソン中央銀行総裁は2009年に辞任し、アイスランドは危機の影響で政権交替が起きた最初の国となった。次のヨハンナ・シグルザルドッティル政権は、社会保障を維持して医療・再就職・住宅の支援を行った。歳入増加と所得格差の是正を目的として富裕層に増税し、危機の原因となった投機的な銀行への責任追及を行った。一連の政策によって、アイスランドはヨーロッパの中では速やかに回復へと向かった。

### NIS諸国

#### ロシア
ロシアは天然資源の利益がGDPの20%を占めており、危機による原油の暴落でロシアの銀行・原材料企業・新興財閥であるオリガルヒの対外債務は5400億ドルまで増加し、ロシアの公的準備金に匹敵する規模になった。南オセチア紛争（2008年8月）の影響でロシアに対する海外の投資家離れも止まらず、株価下落が続いた。2008年9月からドミートリー・メドヴェージェフ大統領とウラジーミル・プーチン首相の政府はオリガルヒを支援したが、株式市場の安定化にオリガルヒの資金が使われ、小規模な銀行の救済には国営のロシア開発対外経済銀行（VEB）があたった。政府予算の9.7兆ルーブルの25%が金融危機対策として雇用創出・産業助成・減税などに使われ、国家規模から計算すると世界最大級であった。

#### ウクライナ
経済発展のために西側からの資金調達を続けており、2008年までの国内企業の資金調達の45%、一般世帯向けローンの65%が国外からであり、オーストリアとフランスの銀行など400億ドルにのぼっていた。危機によって貸付が止まると鉄鋼業を中心とする輸出が減少して雇用問題が起きたため、10月にはIMFの支援164億ドルを受け入れた。IMFは条件として予算資金の確保、通貨フリヴニャの切り下げ、金融システムの安定を求めた。国内では、IMFの緊縮策を受け入れたヴィクトル・ユシチェンコ大統領やユーリヤ・ティモシェンコ首相への不満が高まり、かつて不正選挙でオレンジ革命（2004年）の原因になったヴィクトル・ヤヌコーヴィチに支持が集まった。2009年には天然ガスをめぐってロシア・ウクライナガス紛争が起き、ロシアとの対立が深まった。

### アジア
アジア諸国は、アメリカ合衆国やヨーロッパと比べて影響が比較的小さかった。原因として、金融機関の資金調達で海外資金への依存が低かった点にある。資本の流入や国内の信用残高は増えておらず、タイ、インド、マレーシアのように対GDP比では減少していた国もあった。しかし、金融危機の影響で起きた貿易の減少と、欧米の金融機関の資金引き揚げによって、2008年後半から2009年には中国、インドネシア、フィリピンなどをのぞくアジア諸国はマイナス成長となった。

#### 中国
中国の金融機関に影響が少なかった理由には次の2点がある。(1) 資本取引を規制していたため、金融機関の資金調達は制限されていた。(2) それまでの銀行は中央銀行や政府の指示に従って貸付をしており、リスクを取って利益追求をする業務が少なかった。
実体経済への影響は2008年の第3四半期からとなった。中国は危機以前から急成長で輸出大国になっており、輸出先であるヨーロッパの不振の影響を受けた。上海証券取引所は北京オリンピックを前に下落に転じた。ただし中国は内需を拡大しており、危機進行中の2008年時点でも消費は年間20%の上昇をみせていた。中国は危機にあたってアメリカのGSE保有を2007年水準まで減らし、他方で米国債が望ましい資産となったために財務省証券の購入を増やした。
胡錦濤政権のもとで、2008年11月には中国国務院が緊急会合を開いた。王岐山国務院副総理の主導で対策が立案され、財政政策としては4兆元（5860億ドル）の内需拡大十項措置が進められた。この支出は高速鉄道・道路・飛行場・水利施設などのインフラに使われた。金融政策としては、2008年11月に中国人民銀行が緩和策として預金準備率・基準金利を引き下げ、2009年5月には「固定資産資本項目資本金比率に関する通知」として、多くの業種で銀行借り入れの債務比率を引き上げることを認めた。これらの大規模な緩和策で銀行貸付が急増して2009年の新規貸付は9兆6000億元となり、政府は貸付を慎重にするよう通知を出した。このため当時はバブルの可能性について懸念も広がった。
金融緩和と財政支出の組み合わせにより、中国は世界最速で金融危機を脱出した。2009年の中国の経済成長率は9.1%となり、2008年をわずかに下回る程度で、世界で最も高かった。効果の規模は、FRBが行なった流動性供給と並んで世界経済に影響を与えた。景気対策のために国債増発を必要としたアメリカ政府の要請に応え、アメリカ国債の大量購入でアメリカ経済を買い支えた、北京オリンピックの経済効果も相まって世界のGDP増加の過半数が中国に関連し、景気刺激策によってオーストラリアやブラジルなど多くの貿易国が利益を得た。しかし、景気刺激策によって中国でもシャドー・バンキング・システムが拡大することにもなり、2010年代に問題となる。

#### 東南アジア諸国
タイはGDPの70%を輸出や観光業が占めており、金融危機は国内の政権交代に拡大した。サマック・スントラウェート首相の辞任要求デモが行われて政権は2008年12月に解散し、次のアピシット・ウェーチャチーワ政権はただちに景気刺激策を行った。一般消費者への刺激策、高齢者への特別手当、公教育への補助、政府系銀行や小企業への融資などが実施された。輸出は2009年第3四半期に前年比で25%減となり、財政赤字はGDPの5.6%まで増加した。
マレーシアは輸出依存度が103%と高かったため実体経済への影響が大きく、2008年から2009年にかけて製造業は17.6%減、特に電子機器関連の工場は前年比44%減となった。
インドネシアでは輸出依存度が20%と小さく、金融危機への景気刺激策は減税を中心としていた。減税額は公的支出の10%、GDPの1.4%にあたり、対象は9700万人の労働者と4800万の企業のうちで納税登録された1000万人と20万の企業となった。アジアでは中国とインドに続いてインドネシアが堅調さで注目され、この3ヶ国を有望とする「チャインドネシア」という造語も使われた。2009年のジャカルタ株式指数上昇率は87%を記録し、上海やムンバイを上回った。

#### 西アジア諸国
サブプライムローン問題の影響により、それまで住宅ローンに向けられていた資金が原油先物市場に流入した。このため原油価格は2008年7月にはニューヨーク・マーカンタイル取引所で1バレル＝147.27ドルの市場最高値を記録した。しかし世界的な景気悪化は原油価格の下落をもたらし、2008年から原油価格が下落して最大で76%減となった。
原油価格の下落は、産油国の財政に影響を及ぼした。サウジアラビアでは2008年にGDPの23%に達していた財政黒字が赤字へと変わった。クウェートではガルフバンクが経営難となった。湾岸諸国で最も被害の大きかったアラブ首長国連邦（UAE）のドバイでは、1兆1000億ドルの建設計画の半分が中止され、2008年9月から12月にかけて株価は半値となった。ドバイは石油資源が豊富ではない地域にあたるため、経済発展のために外部資金を取り込む必要があり、投機目的の資金が多く流入していた点が被害の大きさにつながった。2009年11月25日には	政府系の持ち株会社のドバイ・ワールドが債務の返済猶予を求めたことがきっかけで信用不安が起き、ドバイ・ショックとなった。ドバイ政府はドバイ金融支援基金（ṣundūq dubayy li-da‘ama al-mālī, Dubai Financial Support Fund）を設立して収拾にあたり、特別司法委員会や特別法廷によって民事紛争の解決を進めた。これによって裁判所と裁判外の紛争解決を折衷した方法が可能となり、不良債権処理と私的整理をともに支援した。
トルコは2009年第1四半期にはGDPが14.7%縮小し、イスタンブール証券取引所の株式市場は2008年11月までに54%下落した。トルコは2005年から2007年の国外からの資本流入がGDPの7%に達し、経常赤字を上回っていた。しかし金融危機によって資本流入が止まり、2001年のトルコ経済危機の時期よりも資本流出の金額が大きくなった。2009年の倒産件数は、統計発表が開始されて以来初めて1万件を超えた。2000年から2008年にかけての輸出は年平均21.5%の増加を続けていたが、2009年に前年比22.6%減少し、失業率は2009年2月に16.1%となった。実需の危機は起きたが、2001年の経済危機をもとに財政・金融構造改革が行われていたため、財政・金融危機には拡大しなかった。

#### 韓国
韓国はアジア圏において比較的損失が大きく、貿易急減、通貨切り下げ、流動性の減少が重なった。韓国の銀行は海外からUSドルを調達したのちにウォンに転換し、国内の株や債券に投資するという方法をとっていた。そのために金融危機で海外資産が目減りし、海外からの借入も停止した。ドル不足とウォン急落が起き、アジア通貨危機の際と類似の状況となった。2007年第2四半期の187.46億ドルから2008年第1四半期の17.37億ドルまで減少した。

#### 日本

日本の実質GDP成長率の推移

日本は失われた10年とも呼ばれた経済低迷やデフレーションの只中にあったが、金融危機が金融機関に与えた影響はアメリカやヨーロッパと比べて少なかった。日本の銀行ではサブプライムローンの証券化商品の保有が少なく、310億ドルの損失にとどまった。ただし、仕組債やヘッジファンド投資など外国証券の運用比率が高かった大和生命は、2008年10月に負債総額2695億円で倒産している。
金融機関への影響と比べると、実体経済への影響は大きかった。中国・韓国・台湾向けの輸出減少によって輸出は50%減となった。株価が急落し、日経平均株価は2008年10月8日と10月10日には歴代上位の下落率となった。10月10日の日経先物では、株の売り注文が急増したために取引を強制停止させるサーキットブレーカーが史上2回目の発動をした。実質GDPは2008年第3四半期に3%、第4四半期に4%減少しており、これは同時期のアメリカを超える下落幅で、第一次石油危機も超えていた。金融市場の混乱は不動産業界にも影響を及ぼした。2006年頃から2008年にかけてのファンドや証券化により、ファンドバブルや不動産ミニバブルと呼ばれる現象が起きた。ところが、マンション市場が冷え込み、資金繰りに詰まった企業が破綻した。上場企業の倒産は2008年一年間で34件と戦後最悪を更新し、うち建設・不動産関連で25件を占めた。
企業は2009年問題もあって人員削減を進め、2009年3月末までに19万人の非正規労働者の雇用が失われた。この人員削減が個人消費の落ち込みや内需悪化となり、さらに人員削減を招く悪循環が生じるという指摘もされた。一時期7000円台に下落した日経平均株価は2009年6月に10000円台に上昇し、先進国の中では回復は早かった。しかし、2009年7月の失業率は戦後最悪の5.7%、完全失業者数は359万人に達した。
麻生内閣の対策は、財政拡張と金融緩和だった。財政政策では、2008年10月から2010年10月にかけて5回の補正予算が成立し、追加支出は42.7兆円となった。金融政策では、2008年12月にFRBにならって政策金利のコールレートを0.1%に引き下げて実質的にゼロ金利となった。日本銀行は他国の中央銀行と協調で市場に流動性供給を行った。財政拡大によって増えた国債は日本の金融機関が消化した。中小企業の資金調達が困難となったため、金融庁は2008年11月に銀行監督基準を緩和し、中小企業金融円滑化法（2009年12月）へとつながった。

### アフリカ
アフリカの経済は、2003年からの資源価格の上昇を受けて成長していた。2008年9月15日には、株式時価総額が比較的大きい7カ国（南アフリカ、モロッコ、エジプト、チュニジア、モーリシャス、ザンビア、ナミビア）の株価はいずれも大きく下落し、南アフリカなどへの資金流入が減少した。しかし、金融危機の全体的な影響は欧米に比べると軽微だった。貿易の減少は、資源輸出国であるアンゴラ、ナイジェリア、ボツワナなどに影響を与えた。

## 危機後の各国GDPの推移
| Economy             | Incremental GDP (billions in USD) |
| ------------------- | --------------------------------- |
| (01) 中国           | 14,147                            |
| (02) インド         | 5,348                             |
| (03) アメリカ       | 4,913                             |
| (-) 欧州連合        | 4,457                             |
| (04) インドネシア   | 1,632                             |
| (05) トルコ         | 1,024                             |
| (06) 日本           | 1,003                             |
| (07) ドイツ         | 984                               |
| (08) ロシア         | 934                               |
| (09) ブラジル       | 919                               |
| (10) 韓国           | 744                               |
| (11) メキシコ       | 733                               |
| (12) サウジアラビア | 700                               |
| (13) イギリス       | 671                               |
| (14) フランス       | 566                               |
| (15) ナイジェリア   | 523                               |
| (16) エジプト       | 505                               |
| (17) カナダ         | 482                               |
| (18) イラン         | 462                               |
| (19) タイ           | 447                               |
| (20) フィリピン     | 440                               |
| [ 187 ]             |                                   |

## 危機後の影響

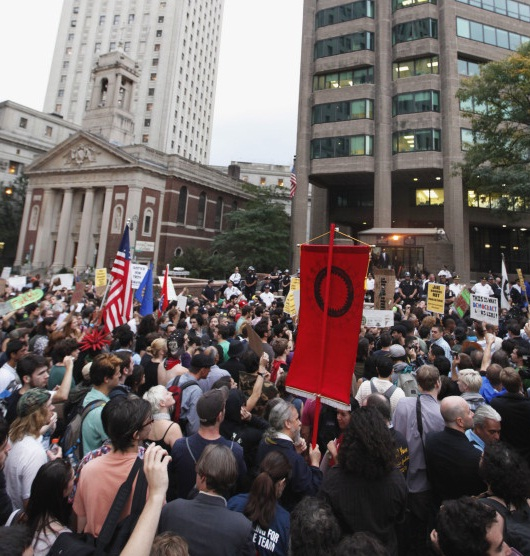
ウォール街を占拠せよのデモ（2011年10月1日）

2008年10月の各国の対応によって、金融危機はいったん収束へと向かう。アメリカでは銀行の資本増強が行われたが、ヨーロッパは共通の対策がドイツによって拒否されたために各国ごとの対策にとどまり、資本増強は不十分に終わった。この違いは、のちに2010年欧州ソブリン危機によって表面化した（#ヨーロッパを参照）。経営が悪化した金融機関を支援した各国では財政が悪化し、財政の悪化によって国債が下落し、さらに金融機関支援のコストを増やした。これを財政危機と金融危機の悪循環とも呼ぶ。財政赤字を抑えるために多くの国で緊縮財政が行われ、医療・教育・自治体のサービスが削減された。国際機関や政府が進める緊縮財政に対して、反緊縮運動も起きた。
全米経済研究所は2010年9月20日に、2007年12月からのアメリカの景気後退は2009年6月に終了していたとコメントした。しかしこれはアメリカ国内の景気循環について述べたものであり、余波について触れていない。世界金融危機によってドバイ・ショック（2009年11月）、ユーロ危機（2010年-）などが起きて経済にマイナスの影響を残したほか、2014年クリミア危機のように金融危機の余波による政治危機も起きた。
全世界の失業者は2700万人から4000万人に達したといわれる。他方、政府支援を受けた企業が高待遇を続けたために批判を受ける場合もあった。金融業界の不祥事は就職にも影響を与え、マサチューセッツ工科大学（MIT）の2009年の卒業生で金融業を選ぶ者は、2006年から2008年と比較して45%減少した。
金融危機は、金融システムが債務に依存しているという批判のきっかけにもなった。20世紀後半から世界金融危機までは、高額所得者に占める金融業者の割合が増加を続けており、さらには富裕者とそれ以外の所得格差が拡大した時代でもあった。2011年にウォール街を占拠せよと呼ばれる抗議活動が始まると世界各地にも影響を与えた。2011年10月15日にはイタリアのローマで10万人から40万人、スペインでは100万人、ポルトガルで数十万人が集まって緊縮財政への反対デモが開催され、他にも世界の900以上の都市で支援デモがあった。

### 国際機関
世界金融危機は、IMFをはじめとする国際機関の方針や経済学者の研究に変更をもたらした。20世紀後半以降の金融危機では、国内に問題があるといわれていた。危機が起きた国々では、金融危機を防ぐための金融規制や財政規律などが不完全であり、国内改革が必要だとされていた。しかし、世界金融危機によってグローバル金融システムそのものの監督や規制が課題となった。
1999年に設立されていた金融安定化フォーラムは、2009年4月に金融安定理事会（FSB）に改組された。バーゼル銀行監督委員会を中心に検討が行われ、新たな規制であるバーゼルIIIが2013年から段階的に導入され、2027年に完全実施の予定となっている。さらなる規制として、システム上重要な金融機関（SIFI、またはG-SIFI）に対する規制が提案され、システム上重要な銀行（SIB、またはG-SIB）と認定された金融機関は、資本の積み増しと総損失吸収力を求めることとなった。この規制は、株主や債権者に破綻のコストを負担させて政府の負担を軽減し、「大きすぎて潰せない」とも呼ばれた金融機関の問題に対応するためだった。
緊縮財政
IMFは支援の条件として各国に緊縮財政を求めた。しかし緊縮財政によって、ヨーロッパのユーロ危機をはじめとして問題が頻発した。IMFの内部監察を行う独立評価機関（IEO）は、2014年11月4日の報告書で、IMFが金融危機後に主要先進国に緊縮策・予算削減を求めたことは誤りだったとの判断を示した。
資本規制
IMFは2012年に資本規制と、国境を越える資金フローへの制限を認めた。世界金融危機が起きるまでは、金融危機は国内問題だと解釈されていた。IMFや欧米の経済学者は、危機の起きた国が資本の活用や危機を防ぐ金融機関の健全性規制・財政規律・金融統制などを行わなかったのが理由だと分析した。しかし世界金融危機は先進国と呼ばれる国々から発生しており、グローバル金融市場の監督や規制に問題があるとされるようになった。IMFが資本規制を認める条件には、マクロ経済政策やプルーデンス政策が資金流入に対応できない場合や、景気の加熱などがある。
会計監査
国際会計基準審議会（IASB）は、2008年に会計基準を変更した際に適正手続を取らなかったために批判を受け、IASBが推進してきた公正価値会計も批判された。IASBは公正価値会計の全面適用から方針を変更し、調整機関としての活動を増やすこととなった。
危機によって会計監査報告の信頼性や監査人の役割に疑問がもたれ、欧州委員会（EC）や国際監査・保証基準委員会（IAASB）は規制を強化した。IAASBは2011年に監査報告を改革して、2015年に国際監査基準（ISA）を公表した。EUでは監査委員会と監査人の協力で改革を検討し、監査報告書の透明化を進めた。2014年には法定監査指令にEUの統一監査報告書が導入され、加盟国に適用された。IAASBとEUの改革にドイツやフランスも適合し、イギリスやオランダはIAASBよりも早く新監査基準を成立させたのちに適合を果たした。アメリカでは2017年に新監査基準がSECに承認された。

### アメリカ

#### 拡散の拡大
オバマ政権の危機対策では住宅ローンの債務者よりも金融機関が優先されたため、オバマ政権への不満が高まり2010年中間選挙で民主党は大敗した。右派と左派はともに政治と経済のシステムが不正に操作されていると考え、格差拡大に反対し、支配層やエリート層への批判を高めた。ニュースサイトのブライトバートをはじめとする保守系メディアはオバマ政権への攻撃を続け、反自由貿易・反移民・人種差別などのメッセージも含まれていた。2011年9月17日には、ウォール街でデモを起こす呼びかけがFacebookで拡散され、ウォール街を占拠せよと呼ばれる抗議活動の始まりとなった。マンハッタンのズコッティ公園には2000人が集まってソーシャル・ネットワーク・サービス（SNS）で活動の様子が拡散された。10月には全米各地で100以上の占拠活動やデモが起き、世界各地に影響を与えた。
オバマ政権は第1期で危機の対策に追われ、第2期から格差の問題に取り組んだが、中間選挙後に共和党が下院の多数派となった点も影響して進まなかった。ティーパーティー運動を支持する共和党議員はオバマ不支持を強硬化させ、2013年には政府予算をめぐる対立で歳出強制削減措置が発動され、連邦政府機関が休止状態となった。連邦政府の閉鎖を見た共和党の穏健派議員や、共和党を支持する全米商工会議所などの実業界は強硬派に反対し、共和党内の対立が深まった。民主党支持者も分裂し、より急進的なエリザベス・ウォーレンやバーニー・サンダースの支持者が増えていった。

#### 銀行規制・消費者金融保護

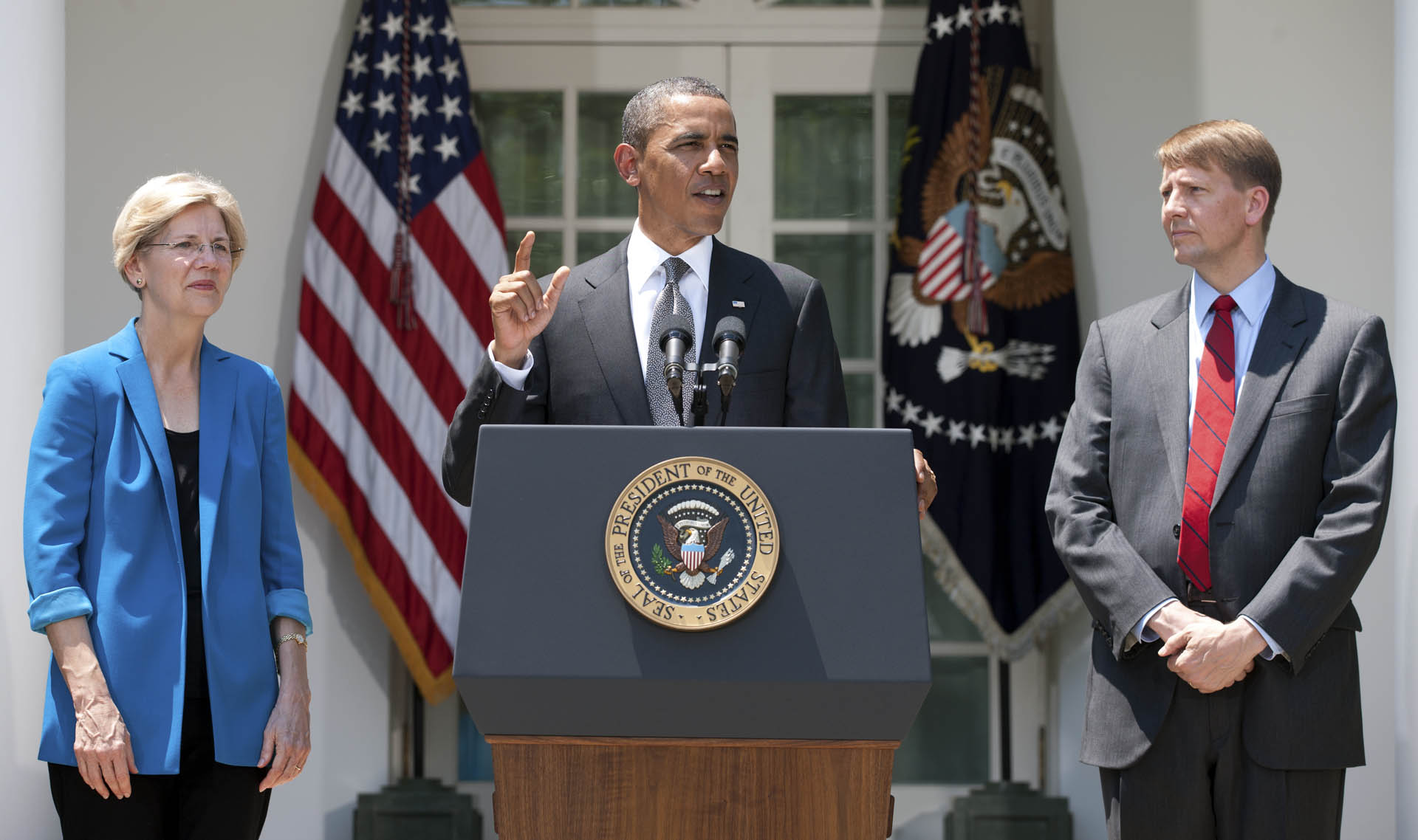
2011年7月、消費者金融保護局の初代長官リチャード・コードレイ（右）と、消費者金融保護局設立を提唱したエリザベス・ウォーレン（左）

危機の再発を防ぐ規制として2010年にドッド＝フランク・ウォール街改革・消費者保護法が制定され、FRBがシャドー・バンキング・システムを監督規制することとなった。この時に、銀行の市場取引を規制するボルカー・ルールが定められた。破産法の専門家であるエリザベス・ウォーレンは、消費者金融保護局（CFPB）の設立を提唱し、オバマ政権はCFPB設立とウォーレンの長官任命を検討した。しかし共和党を中心とする反対が強く、2011年にCFPBは設立されたが初代長官はウォーレンの補佐をしていたリチャード・コードレイが就任した。金融業界を批判するウォーレンは共和党と対立し、民主党内でも反発を受けた。ウォーレンはCFPBの長官職にはつけなかったが、公平な機会や家庭の救済を主張して支持を集め、のちに上院議員となり、2020年アメリカ合衆国大統領選挙に出馬した。
金融調査局（OFR）が2013年にレポートを提出し、資産運用会社や運用ファンドも金融システム安定化の脅威になりうると結論した。そこでこれらもシステム上重要な金融機関（SIFI）への指定が検討されたが、資産運用会社のフィデリティ・インベストメンツやブラックロックが反発し、証券取引委員会（SEC）も警戒感を示した。そしてドッド・フランク法が改正されるまでファンドマネージャーレベルでの規制はなされず、商品や業務のリスクに注目した監視だけが行われた。

#### 2016年大統領選
危機の影響は長引き、無党派の支持者や「ウォール街を占拠せよ」の参加者、若い有権者らが2016年アメリカ合衆国大統領選挙でバーニー・サンダースを支持する理由となった。サンダースは銀行規制の強化や大手銀行の解体、公立大学の学費無償化などを訴え、民主党の候補としてヒラリー・クリントンと予備選を戦った。
他方、共和党はブッシュ政権時代の緊急経済安定化法案で多数の反対者を出すなど分裂を起こした。2012年アメリカ合衆国大統領選挙がオバマの勝利に終わると共和党内の分裂はさらに進み、2016年のドナルド・トランプ政権への遠因となった。共和党は1980年代からグローバリゼーションを推進していたが、トランプは反自由貿易、反移民などを主張し、2012年の大統領選挙で共和党が獲得できなかったラストベルトの支持も集めた。大統領選挙中のCMでは投資家・FRB・ウォール街などを攻撃したが、大統領に就任後はウォール街の人材を政権に登用した。また、金融機関を規制しているドッド＝フランク法を廃止しようとした。

### ヨーロッパ

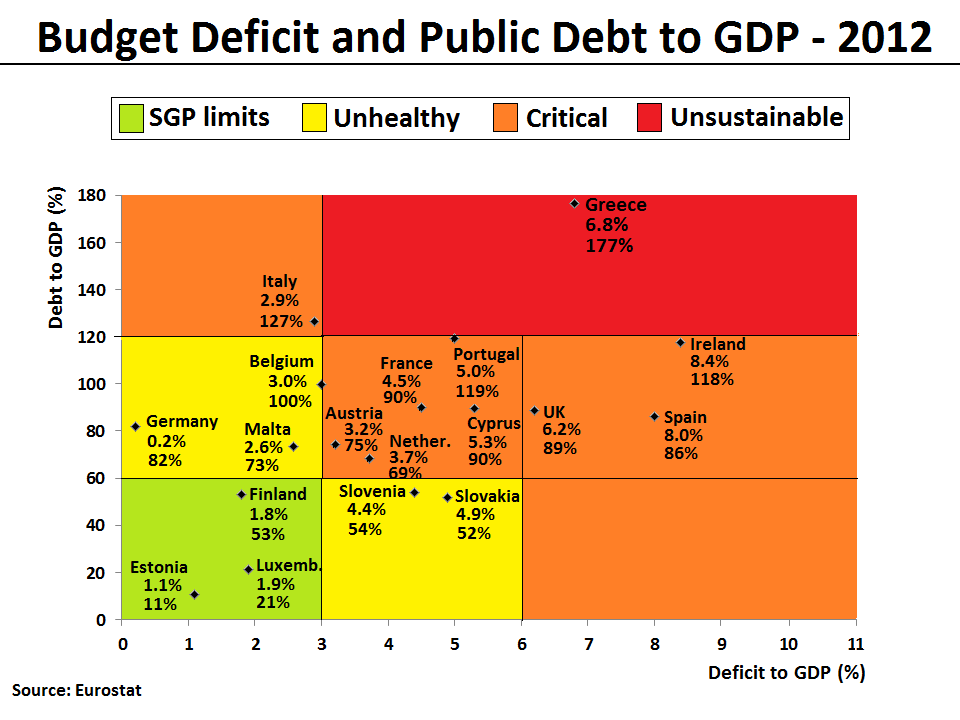
ヨーロッパ諸国の2012年の財政赤字と公的債務の対GDP比。緑がEUの安定・成長協定（SGP）の範囲内である。

ヨーロッパ諸国では若者層を中心とする高い失業率や、国家の財政危機が深刻化した。緊縮財政は経済的困窮や健康の悪化を招いて国内の不満を高めた。危機への対応としてEUレベルで銀行の資本増強が求められたが、国際金融協会（IIF）を中心とする業界が銀行への規制であるという論点から反対し、実現しなかった。そのため、のちにユーロ危機の発端になった公債市場の暴落に銀行は対応できなかった。
ヨーロッパ系銀行は世界金融危機の損失に加えて、いくつもの問題を抱えた。(1) 欧州の国債の不良債権化、(2) ユーロ圏の問題による新規事業の停滞、(3) バーゼルIIIによる規制、(4) アメリカやアジアの銀行との競争、(5) 資金調達の困難、などがある。2010年にドイツのヴォルフガング・ショイブレ財務相は、ユーロ圏におけるIMF的な組織として、欧州通貨基金（EMF）の設立を提案した。ユーロ圏の金融安定・債務再編・財政規律を目的とするものだったが、メルケル政権に却下され実現しなかった。

#### ユーロ危機
金融危機後に財政悪化が注目された国々は、債務不履行に近いギリシャとポルトガル、不動産バブルが崩壊したアイルランドとスペイン、巨額の政府債務があるイタリアだった。特にギリシャとアイルランドが債務の再編を必要としていたが、両国の国債は暴落し、緊密な金融システムをもつヨーロッパ全体に波及してユーロ危機が起きた。「トロイカ」とも呼ばれた欧州委員会（EC）・IMF・欧州中央銀行（ECB）の体制が金融支援を行い、2010年5月にギリシャ、2010年11月にアイルランド、2011年5月にポルトガル、2012年にスペインを支援した。2012年7月にECBのマリオ・ドラギ総裁が「ECBはユーロを守るためにやれることは何でもする」と発言し、10月にはECBが無制限の国債購入を行うOMT（Outright Monetary Transactions）を実施して国債の利回りが低下し、沈静化へ向かった。
ユーロ危機後の2011年から2012年にかけてユーロ圏の信頼は低下し、EUに対する支持率が下落した。そのため2014年欧州議会議員選挙では、反EUの議員が多数当選した。イギリスは独立党、フランスは国民戦線、デンマークは国民党、ハンガリーはフィデスが第1党となり、いずれも反EUを掲げる政党だった。

#### 西欧
ドイツのメルケル政権は「ドイツの独り勝ち」とも呼ばれる状況を作ったが、ドイツの銀行は危機によって州立銀行が3行破綻し、銀行救済の負担は国民に批判され2016年まで与信額が低下した。ドイツ銀行はロンドンでの金利不正操作やアメリカでの住宅ローン担保証券（MBS）不正売買が判明し、2016年まで経営不安が続いた。2017年連邦議会選挙ではメルケル政権の継続が決まったものの、連立与党のドイツキリスト教民主同盟（CDU）とキリスト教社会同盟（CSU）の得票率は1949年以来最低となった。

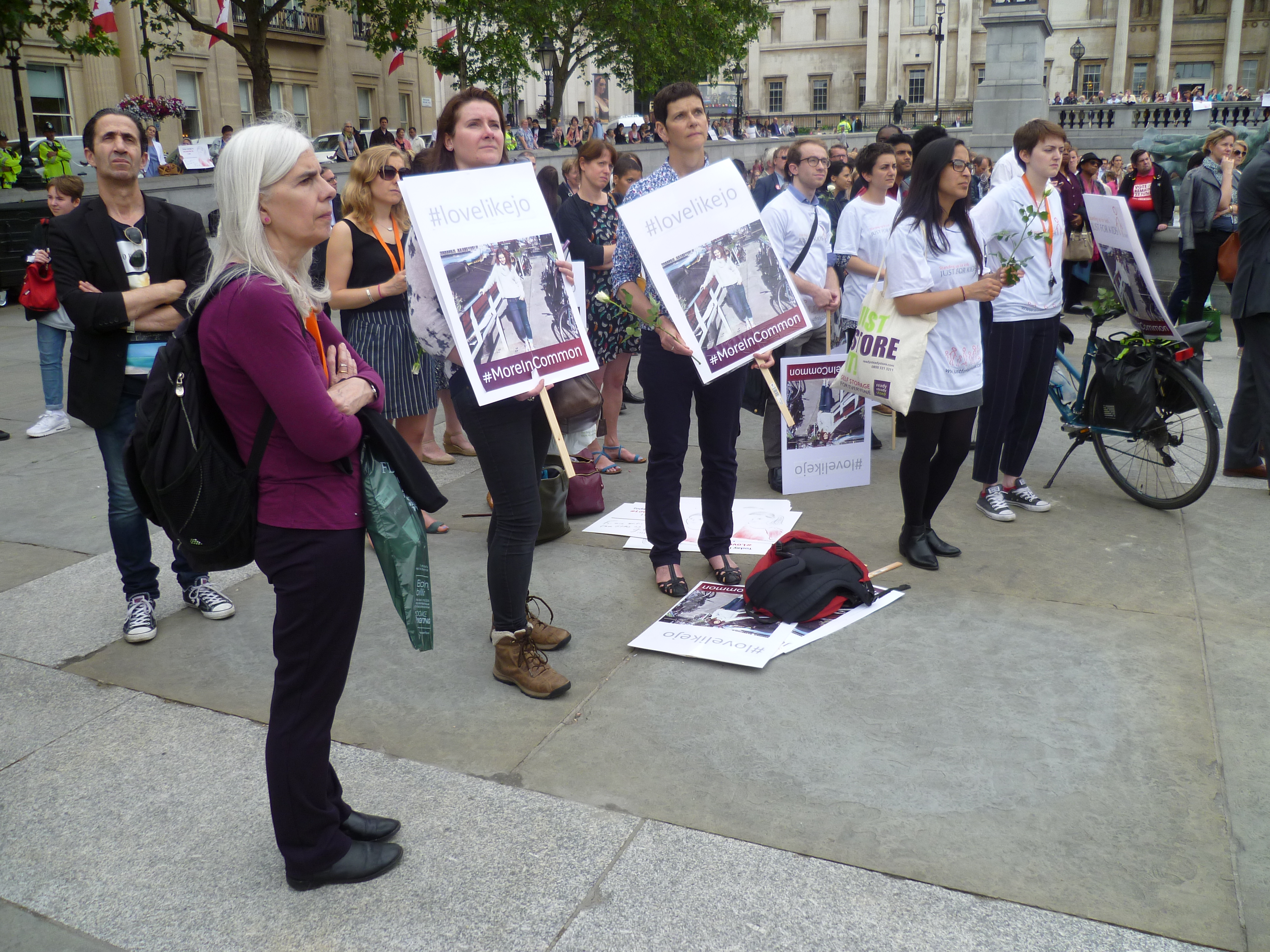
EU離脱是非を問う国民投票の1週間前に、残留支持のジョー・コックス議員が殺害された。写真はコックスを追悼する人々。

ヨーロッパで最大の損失を受けたイギリスは、2010年に成立したデーヴィッド・キャメロン政権が、財政赤字の黒字転換を目標に緊縮財政を続けた。2016年までに公共部門で100万人以上の雇用を削減し、地方自治体の支出を30%以上削減した。中間層の没落や下層のさらなる困窮化が進み、経済協力開発機構（OECD）によれば、ギリシャ・アイルランド・スペインを除けばイギリスが最も経済収縮を起こした国だった。
2011年12月のEU首脳会議では、EUの統合を進める財政協定が検討され、イギリスと他の加盟国のあいだで対立が起きた。キャメロン政権は、イギリスの独立性の保持をEUに求め、財政協定で譲歩が得られなければEU離脱を国民投票に問うと主張した。しかしEU側は譲歩せず、キャメロン政権はEU離脱是非を問う国民投票を実施した。キャメロン自身はEU残留支持派だったが、2016年6月23日の国民投票は離脱支持51.9%、残留支持48.1%となり、イギリスの欧州連合離脱（Brexit）が決定した。年齢別では離脱支持は50歳以上が6割以上、残留支持は18歳から44歳に多かった。地域別では北部イングランドに離脱支持が多く、ロンドン、スコットランド、北アイルランドに残留支持が多かった。中でも中高年層の労働者に離脱支持が多く、それまで労働党や保守党の政策で「置き去りにされた（left behind）」とも表現される人々だった。
スコットランドには残留支持の投票が多かったため、Brexitはスコットランド独立運動に影響を与えた。スコットランド自治政府のニコラ・スタージョン政権は、イギリスからの独立を問う住民投票の実施と、EUへの加盟を目指している。
アイルランドは危機の対応で金融機関を救済したために政府支出が増えた。2010年には政府債務残高の対GDP比が32%に達して債務不履行のリスクが高まり、トロイカ（EC、IMF、ECB）から850億ユーロの支援を受けた。2011年2月の選挙で政権交代が起きてエンダ・ケニー政権が成立し、2014年には経済成長率が回復へ向かった。

#### 中東欧・北欧
東欧諸国やバルト三国は世界金融危機の前からユーロ圏加盟を進めていたが、延期や後退が起きた。エストニアは2011年、ラトビアは2014年、リトアニアは2015年にユーロ圏に加盟した。エストニアは2010年時点の財政収支が黒字で公的債務残高が低く、リトアニアは2016年に財政収支が黒字となり、ラトビアは2016年に財政収支が均衡した。北欧5カ国とバルト三国で構成される北欧・バルト8カ国は、危機に関する反省から、2010年8月17日にバルト北欧覚書（Nordic-Baltic Memorandum of Understanding）を発効し、中央銀行、金融監督当局、財務省のあいだで協力を促進することとなった。
アイスランドはヨハンナ・シグルザルドッティル政権による社会保障維持、IMFの緊縮財政案の拒否、所得格差是正などの政策で回復に向かった。金融機関の起訴も行われ、アイスセーブを提供したランズバンキ銀行などの幹部は有罪となった。2012年にGDP成長率が3%となり、格付けでも危機対応が評価されて上昇し、所得格差は他の北欧諸国と同レベルになった。また、国家危機の再発を防ぐためにインターネットの国民投票をもとに憲法を改正した。2012年に改正された新憲法には、政治家と銀行の癒着の防止が含まれている。

#### 南欧

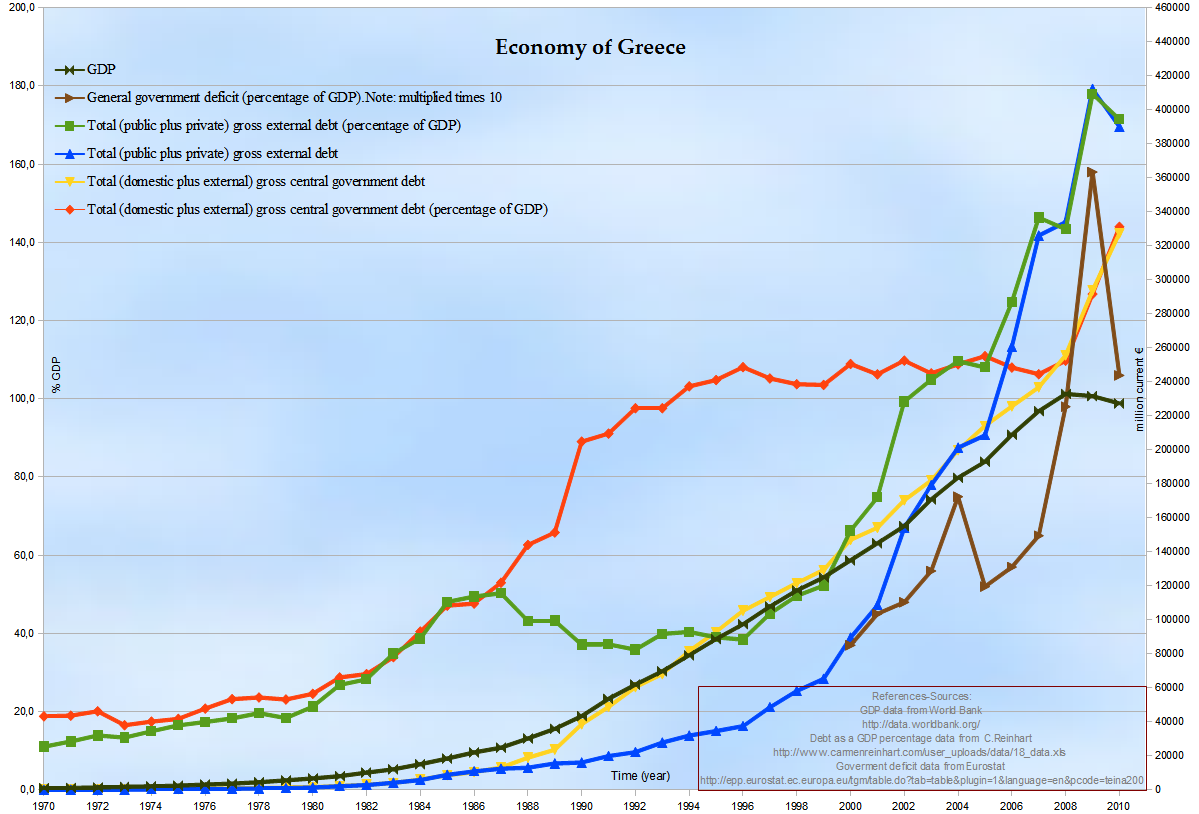
1970年以降のギリシャのGDPと債務のグラフ。

ギリシャでは2009年に政権交代が起きた際に財政赤字の粉飾が判明し、国債の格付けが急落した。ドイツはユーロ圏全体への支援には賛成するがギリシャへの特定の支援には反対し、支援策が遅れたギリシャでは2010年4月から財政危機や銀行危機が起き、ユーロ危機の発端となった。トロイカは2010年（1100億ユーロ）と2012年（1300億ユーロ）に緊急融資を行い、2011年に成立したルーカス・パパデモス政権が緊縮政策を行なった。しかしトロイカが支援と引き換えに出した条件はギリシャ社会に大幅な改革を求める内容であり、GDP26%減、失業率26%（若者層は50%）、消費4割減と悪化した。そのため、ギリシャの反緊縮運動や貧困層への支援、EUとの再交渉を主張するシリザが2015年の選挙で勝ち、アレクシス・ツィプラス首相の連立政権が成立した。それまでギリシャで続いてきた名家出身の首脳による政治は崩壊し、ツィプラス政権はEUとの再交渉を行った。再交渉ではツィプラス政権とユーロ圏は対立し、最終的にはツィプラス政権は緊縮策の継続や構造改革、民営化などを条件に支援を受けた。2016年に危機が再発して2017年に債務期限が延長され、成長率は1.5%増とプラスに転じて国債発行も可能となった。EU圏15カ国に対する所得水準が1990年の75から2015年には47に下落し、格差水準は1990年時点と同水準に後退した。
イタリアのシルヴィオ・ベルルスコーニ政権は、EUとIMFが支援と引き換えに求める年金制度改革を2011年に拒否した。このためにイタリアはIMFの支援を得られないまま監視下に置かれるという状況になり、市民は退陣要求デモを行い、連立与党の北部同盟も首相の辞任を求めた。ベルルスコーニは辞任し、経済学者のマリオ・モンティが首相に就任した。イタリアはユーロ危機以降も経済停滞が長引き、EU圏15カ国に対する所得水準は1990年の100から2015年には80まで落ちた。
スペインでは2011年11月にサパテロ政権に代わってマリアーノ・ラホイ政権が誕生した。50万世帯が立ち退きを迫られたが、住宅担保ローンの債務者には自己破産にあたる保護制度がなく、家を失った後でもローンが免除されなかった。立ち退きで困窮した人々は、SNSを使って抗議したい政治家のもとにフラッシュモブ的に集まって悲惨さを訴える活動を始め、エスクラチェと呼ばれた。2012年にはバンキアが破綻して国有化され、国債の高騰・財政赤字の膨張が起き、若者層の失業が55%に達した。2014年にはトロイカの金融支援は終了したが、高い失業率や汚職問題が不満を呼んだ。2015年の選挙ではスペインの反緊縮運動を主張するポデモスが躍進して国民党と社会労働党による二大政党制は崩壊し、第2次ラホイ政権が成立した。
ポルトガルは緊縮財政を行い、スペインよりも景気後退が深刻になった。失業率が40%・若者層では60%まで上昇した。2011年に成立したペドロ・パッソス・コエーリョ政権はユーロ圏の維持を主張し、トロイカの金融支援を受けた。2014年にはトロイカの金融支援が終了し、2015年の選挙ではアントニオ・コスタ率いる連立左派政権が成立する。コスタ政権のもとで低所得者向けの政策も行われたが、年金削減や増税は続いた。

### NIS諸国

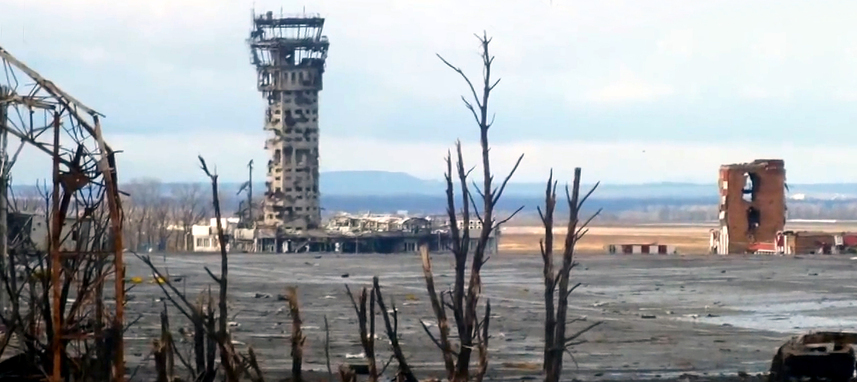
クリミア危機・ウクライナ東部紛争で破壊されたウクライナのドネツィク国際空港（2014年12月）

ウクライナは2008年のIMF支援がもたらした緊縮政策で国内の不満が高まり、2010年にヴィクトル・ヤヌコーヴィチ政権が成立する。EUとロシアはウクライナへの支援を申し出る代わりに、それぞれ条件を出した。EUの条件はEU連合協定であり、ロシアの条件はユーラシア関税同盟への参加だった。ウクライナ世論はEU派とロシア派で二分され、2013年に数十万人の市民が反ヤヌコーヴィチ政権のデモを行った（2014年ウクライナ騒乱）。ヤヌコーヴィチはロシアへ亡命し、2014年にウクライナ東部紛争が起きた。ウクライナは資本規制をしなかったため外貨準備高が急減し、2015年2月にウクライナ国立銀行は公式為替レートの発表を停止し、IMFは支援の再開とともに債務再編を認めた。
ロシアの外貨準備高は2014年には5100億ドルに達して危機から回復していたが、ウクライナとの紛争が始まると為替市場が11%以上急落した。さらにマレーシア航空17便撃墜事件が原因となった西側の経済制裁、FRBのQE3終了、原油価格の下落なども重なって財政難に陥った。2014年から2015年にGDPは10%以上減少し、ロシアの市民にとっては2008年から2009年の危機を超える厳しさだった。ロシアの苦境は周辺のNIS諸国にも影響し、ベラルーシ、カザフスタン、アゼルバイジャンの通貨が50%の暴落、モルドバ、キルギス、タジキスタンの通貨は30%から35%下落した。

### アジア

#### 中国
中国は金融危機の対応で世界経済の回復を牽引して高く評価され、国際的な影響力を高めた。習近平政権においても経済成長は続いたが、危機対策による巨額の債務が残った。2009年の段階で政府赤字、債券発行、銀行への貸付を合計すると6兆4870億元であり、GDPの19%を超える額となった。シャドウ・バンキング・システムは中国でも拡大しており、理財商品と呼ばれる高金利の金融商品が中心になっている。地方政府が資金調達に用いる地方融資平台（融資プラットフォーム）でも理財商品が扱われ、金融危機の対策だった4兆元の景気刺激策によって急増した。2013年の地方政府の債務は17兆元、2017年の金融機関以外の民間債務はGDPの165%まで増加している。理財商品は10年代から次第に不良債権化しており、政府は対策を進めている。
2014年には中国の外貨準備高は4兆ドルまで増加し、中国企業の対外債務1兆ドルのうち8000億ドルが欧米大手金融機関への債務になっていた。しかし中国経済の減速と、原油価格の急落、さらに汚職撲滅運動で富裕層が資産を国外に流出させたことが重なり、人民元が下落を始める。2015年6月12日には上海総合株価指数が30%下落して中国株の暴落となった。企業と投資ファンドの人民元投入で一時的に安定したものの、8月の人民元切り下げで下落が続いた。2016年には株価指数は半減し、外貨準備高は3兆ドルまで落ちた。一時は中国発のグローバルなデフレも警戒されたが、中国政府は新たなペッグの設定・資本移動規制強化・信用拡張・景気刺激策・過剰生産能力の削減などを打ち出して鎮静化にあたった。

#### 東南アジア
金融危機の対策を主張して成立したマレーシアのナジブ・ラザク政権は、国際金融地区の建設のために1マレーシア・デベロップメント・ブルハド（1MDB）という投資会社を設立する。しかし不正の発覚によって、2018年には野党から出馬したマハティール・ビン・モハマド政権が成立し、マレーシア初の政権交代が起きた。ナジブは10億ドル規模の汚職で有罪となった。

#### 西アジア
ドバイ・ショックののち、ドバイ政府は一連の対策によって回復へ向かった。企業の事業再生として救済措置、負債の切り下げ、企業再編、返済のリスケジュールなどが行われ、IMF第4条協議の報告書ではUAEの経済は景気が安定してきたと報告された。ドバイ政府の金融危機対策は、イスラーム金融の民事紛争を迅速に解決する枠組みとしても評価されている。
トルコは2010年第1四半期のGDPが2008年第1四半期と比べて4.5%減となり、金融危機以前には戻っていない。失業率は2009年2月の16.1%から2010年4月に12%に改善されたが、若年失業率は20%にとどまっている。また、2009年の景気後退の原因として、民間投資が対外借入に依存する体質が問題視され、その解決が課題とされている。

#### 日本
日本銀行は、金融危機後の景気後退への対策として2010年10月から包括的金融緩和を行い、国債の他に上場投資信託（ETF）や不動産投資信託（REIT）などのリスク資産の買い入れを始めた。東日本大震災の被害も大きく、経済のみならず社会に深刻なダメージを受けた。日銀は物価上昇率2%を目標としたが、円高やデフレは解消されず国内外で批判が高まり、白川方明日銀総裁は任期満了前の2013年に退任した。
第2次安倍内閣はアベノミクスと呼ばれる一連の経済政策を掲げ、日銀は黒田東彦総裁のもとで緩和政策を続けた。しかしデフレは続き、失われた20年とも呼ばれるようになった。2013年から2016年の実質GDP成長率は2010年から2012年よりも低下し、実質賃金は下落した。2013年前後から雇用環境は改善したものの、平均給与はリーマン・ショックの下落を回復した程度にとどまっている。OECDによる2015年時点の調査では、日本の相対的貧困率は加盟国33カ国中で9位となった。2016年にはエンゲル係数が約30年前の水準まで上昇し、実質消費は改善されず、安倍内閣による2014年4月の消費税増税が景気回復を後退させたという見方がある。2017年には、日銀がETF市場全体の純資産総額の70%にあたる15兆9300億円を保有し、日本株の第1位の株主が日銀、第3位が年金積立金管理運用独立行政法人(GPIF)となった。結果的に中央銀行が大企業を優遇する状況になり、株式市場の価格形成の歪み、コーポレートガバナンスへの悪影響、将来の量的緩和縮小による株価下落のリスクなどが懸念されている。

## 原因と対策の研究

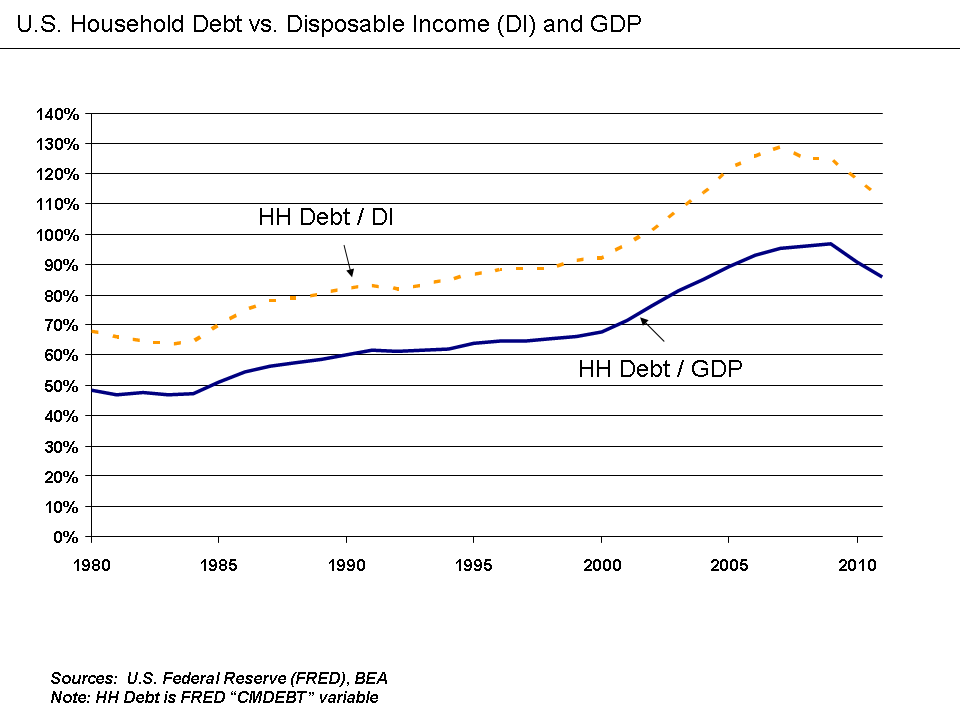
可処分所得とGDPに対するアメリカの家計負債の比率。

金融危機の原因については議論が続いている。(1) 金融の自由化・市場の自己調節機能・政府の規制の不可能性をはじめとする思想が経済学者や専門家に影響を与えたというする説、(2) 住宅市場を支えようとする政府の介入が過度だったという説、(3) 銀行の利益団体とコミュニティ・グループの協力によって起きたとする説、などがある。

### 原因
家計債務の増加
近年の研究によって有力とされる説が、債務者の消費減少にある。特に家計債務の大幅な増加が景気後退につながるとする説である。債務者の家計支出の減少は、家計債務の上昇と相関関係がある。
国民所得・生産勘定（NIPA）のデータによれば、GDP成長率を引き下げた最大の理由は、住宅投資の減少である。銀行危機が起きる前から家計の消費は減っており、景気後退の3四半期においても同様だった。純資産が減った人間は支出を控えることが明らかにされており、(1) 家計債務の上昇、(2) 家計の消費の減少、(3) 景気後退による企業投資の減少や大量解雇につながったとされる。1997年から2007年にかけて家計債務が急増した地域と、2008年から2009年に家計支出が急落した地域は一致する。戦後の5大銀行危機の全てで、不動産価格の高騰と経常収支の赤字が起きている。そして、金融危機発生前には民間債務が急増したことも明らかになっている。
格差
所得格差の拡大を金融危機の一因とする説もある。特にアメリカでは、金融危機前の1977年から2007年にかけての国民経済の成長は、最も裕福な層が75%を得ていた。この期間の経済成長は低かったため、実質的に低所得者層や中間所得者層の賃金の停滞につながった。中間所得者層や低所得者層の購買力が低下するために借金が増え、金融機関が融資を拡大する余地が増えた。
規制の脆弱さ
アメリカで第二次世界大戦後に発生した金融危機としては、1980年代に貯蓄貸付組合（S&L）で起きた貯蓄貸付組合危機、1998年のロングターム・キャピタル・マネジメント（LCM）破綻、2001年のエンロン破綻などがある。金融機関の規制の撤廃と破産の増加に関係があり、原因には規制の弱さがあるという研究がある。
FRB
FRBの金融政策は、1990年代から低金利を続け、資産価格の高騰を黙認したとして批判されている。1998年のロシア財政危機やロングターム・キャピタル・マネジメント（LTCM）の破綻の時期も金利を下げている。ドットコム・バブル崩壊後の2002年に、グリーンスパン議長は資産価格を下支えするという発表をして、グリーンスパン・プットと呼ばれた。金融機関ではグリーンスパンの発表を受けて、FRBは資産価格上昇を抑制せず、バブルが崩壊した際には救済をする方針であると解釈した。金融機関は、危機に備えて現金や資産を蓄えておく必要はないと判断し、レバレッジが拡大した。
ロビー活動
アメリカの銀行によるロビー活動を一因とする研究がある。貧困層に融資をしていた最大手2社のカントリーワイド・フィナンシャルとアメリクエストは、2002年から2006年にかけて3000万ドルを献金とロビー活動に使い、サブプライムローンを規制する可能性がある法案の成立を妨害したとされる。違法ではないが公共の利益を損なう活動として批判された。

### 対策
家計債務の減免
金融危機の当初は、経済学者や政策立案者は銀行を景気後退の原因として救済した。その後の研究によれば、家計債務（特に住宅ローン債務）の減免の方が金融危機の回避に役立ったというデータが集まっている。のちに、国家経済会議委員、住宅都市開発長官、経済顧問などオバマ政権の当局者やIMFも、住宅ローン減額を選択しなかったのは誤りと認めた。
銀行融資説
金融機関の救済を優先する政策の根拠は、銀行融資説とも呼ばれる。問題は金融セクターにあり、銀行が家計や企業への融資を再開することで経済を守るという主張となる。しかし、全米独立企業連盟（NFIB）の調査によれば、危機における中小企業の懸念事項は融資ではなく販売不振が最多で、販売不振は家計支出の減少が原因だった。また、銀行の債権者と株主は比較的裕福な家計に属しており、銀行や株主への支援は、限界消費性向が低く所得が増えても消費への影響が少ない人々に税金を提供することを意味する。他方、債務のある住宅所有者は限界消費性向がより高い。この点からも、銀行融資説が主張する銀行への支援は、家計債務の支援よりも優先度が低いとされる。
銀行融資説に近い主張として、銀行部門が景気後退の原因であり、リーマン・ブラザーズを救済しなかったのは間違いであるという説も存在するが、NIPAのデータとは矛盾する。
金融機関対策
危機の際には、大きすぎて潰せないと呼ばれる金融機関をはじめとして、システム上重要な金融機関を救済するために莫大な費用が政府から出された。その問題を防ぐための研究もされている。
1. 企業がシステム上重要になることを防ぐ：システム上の重要性は必ずしも規模だけでなく、金融機関間の繋がりやリスクテイク状況によっても変わるため、単に規模や特定の活動を制限するだけでは解決策にならないと指摘されている。そのため、システム上重要となりうる大手金融機関の合併の禁止、問題を抱えがちな大手金融機関の分割、危機時に取り付けを加速させた顧客資産を担保とした資金調達の禁止、内部者情報を抱えた金融機関によるプロップ・トレーディング（英語版）の制限などが解決策として挙げられうる[301]。
2. さらに多くのバッファーを設ける：金融機関がシステミックになった場合には、自己資本規制上の要件を強化することで資金調達上の優位性と破綻の可能性を下げることができる。これは、金融機関にとり自己資本であるところのエクイティ（英語版）が他人資本であるデットよりもコストの高い調達手段であり、またバッファーを設ければ破綻の確率の減少にもつながるからである。規制上、償還のないエクイティ資本ではなく、実質破綻時に資本転換されたり、元本削減が行われるコンティンジェント・キャピタルをバッファーにすることもでき、これは政府救済の利点をそぐことにつながる[302]。
3. 金融機関の破綻処理制度の確立：システム上重要な金融機関に対し、規制当局と定期的に会合し、破綻処理計画を作成して一般に公開する義務を負わせる。実際に経営難に陥った場合の速やかな解体には繋がらないが、銀行の資産構造を整理し、破綻処理をしやすくする。最も重要なのは、政府がシステム上重要な機関の破綻を容認するというメッセージを市場に向けて発信することである[300]。

脱税対策
危機は、脱税対策にも影響を及ぼした。危機以前は、各国の税務当局とタックス・ヘイヴンの情報交換は脆弱で、タックス・ヘイヴンにあるオフショア銀行を利用した脱税が行われていた。2010年にアメリカで外国口座税務コンプライアンス法が成立し、内国歳入庁と国外の銀行でデータ自動共有が義務化された。この法律により、国外の金融機関はアメリカ市民の口座について報告が義務づけられ、参加しない場合は経済制裁が課せられる。アメリカに続いて各国でも同様の取り組みが始まり、2017年以降に自動共有の普及が進んでいる。